# Imperi Romà
L'Imperi Romà (llatí: Imperium Romanum; grec medieval: Βασιλεία [τῶν] Ῥωμαίων, Vassilia [ton] Roméon), successor de la República Romana, va controlar el món mediterrani i bona part de l'Europa occidental a partir del segle i. L'últim emperador de la part occidental de l'imperi va ser deposat el 480. La part oriental va anar perdent territori, però va subsistir fins al 1453, quan els otomans van prendre Constantinoble. Els governants de diversos estats successors dels imperis d'Occident o d'Orient van utilitzar títols adoptats de l'Imperi Romà fins a l'època moderna.

## Història
La història de l'Imperi Romà va començar amb August i va finalitzar el 1453 i va estar marcada per l'ascens i caiguda dels seus màxims responsables.
L'Imperi Romà va ser una etapa de la civilització romana en l'antiguitat clàssica caracteritzada per una forma de govern autocràtic. El naixement de l'imperi ve precedit per l'expansió de la seva capital, Roma, que va estendre el seu control entorn del Mar Mediterrani. Sota l'etapa imperial els dominis de Roma van seguir augmentant, arribant a la seva màxima extensió durant el regnat de Trajà, abastant des de l'Oceà Atlàntic a l'oest fins a les ribes del Mar Caspi, el Mar Roig i el Golf Pèrsic a l'est, i des del desert del Sàhara al sud fins a les terres boscoses a la vora dels rius Rin i Danubi, i la frontera amb la Caledònia al nord. La seva superfície màxima estimada seria d'uns 6,5 milions de km².
El terme és la traducció de l'expressió llatina Imperium Romanum, que no significa altra cosa que el domini de Roma sobre aquest territori. Polibi va ser un dels primers cronistes a documentar l'expansió de Roma encara com a República. Durant gairebé tres segles abans de Cèsar August, Roma havia adquirit nombrosos dominis en forma de províncies directament sota administració senatorial o sota gestió consular, i també mitjançant pactes d'adhesió com a protectorats d'estats aliats. La seva principal competidora en aquella època va ser la ciutat púnica de Cartago, que es va expandir molt i rivalitzava amb la de Roma, i per això va ser la primera gran víctima de la República. Les guerres púniques van obligar Roma a sortir de les seves fronteres naturals, la península Itàlica, i a poc a poc va anar adquirint nous dominis que havia d'administrar, com Sicília, Sardenya, Còrsega, Hispània, Ilíria, etc.
Els dominis de Roma es van fer tan extensos que aviat van ser difícilment governables per un Senat incapaç de moure's de la capital ni de prendre decisions amb rapidesa. Així mateix, un exèrcit creixent va revelar la importància que tenia posseir l'autoritat sobre les tropes, amb vista a obtenir rèdits polítics. Així va ser com van sorgir personatges ambiciosos amb l'objectiu principal del poder. Aquest va ser el cas de Juli Cèsar, que no només va ampliar els dominis de Roma conquerint la Gàl·lia, sinó que va desafiar l'autoritat del Senat romà.
L'Imperi Romà com a sistema polític va sorgir després de les guerres civils que van seguir la mort de Juli Cèsar, als moments finals de la República Romana. Es va alçar com a mandatari absolut de Roma, fent-se nomenar dictator. Aquesta gosadia no va agradar als membres del Senat romà, que van conspirar contra ell assassinant-lo durant els Idus de març a les mateixes escalinates del Senat, restablint així la república, però la seva tornada seria efímer. El precedent no va passar desapercebut per al jove fill adoptiu de Cèsar, Octavi August, que seria enviat anys més tard a combatre contra l'ambiciosa aliança de Marc Antoni i Cleòpatra VII.
Al seu retorn victoriós, la implantació del sistema polític imperial sobre un imperi territorial que de fet ja existia, fou inevitable, tot i mantenir les formes republicanes. August va assegurar el poder imperial amb importants reformes i una unitat política i cultural (civilització grecoromana) centrada en els països mediterranis, que mantindrien la seva vigència fins a l'arribada de Dioclecià, que va tractar de salvar un imperi que queia cap a l'abisme. Va ser aquest últim qui, per primera vegada, va dividir l'imperi per facilitar la seva gestió. L'imperi es va tornar a unir i separar en diverses ocasions seguint el ritme de guerres civils, usurpadors i repartiments entre hereus al tron fins que, a la mort de Teodosi I el Gran, va quedar definitivament dividit.
Finalment el 476 Odoacre va deposar l'últim emperador d'Occident, Ròmul Augústul. El senat va enviar les insígnies a Constantinoble, la capital d'Orient, formalitzant així la capitulació de l'imperi d'Occident. L'imperi oriental perduraria diversos segles més sota el nom d'Imperi Romà d'Orient, fins que el 1453 Constantinoble va caure sota l'Imperi Otomà.
El llegat de Roma va ser immens, tant és així que diversos van ser els intents de restauració de l'imperi, almenys en la seva denominació. Destaca l'intent de Justinià I, per mitjà dels seus generals Narses i Belisari, el de Carlemany així com el del mateix Sacre Imperi Romanogermànic, però cap va arribar mai a reunificar tots els territoris de la Mediterrània com una vegada va aconseguir la Roma dels temps clàssics.
Amb el col·lapse de l'Imperi Romà d'Occident va finalitzar oficialment l'edat antiga i va donar pas a l'edat mitjana.

## Les primeres dinasties
Els primers emperadors des d'August fins a la mort de Neró (27 aC - 68) formaren la dinastia julioclàudia, que després del període del 68 al 69 l'any dels quatre emperadors, va donar pas a la dinastia Flàvia amb tres emperadors del 69 al 96 i a la dinastia Antonina, els cinc bons emperadors, del 96 al 180. El 180 es va iniciar la dinastia Severa que va durar fins a la mort d'Alexandre Sever el 235.

## August (31 aC-14 dC)

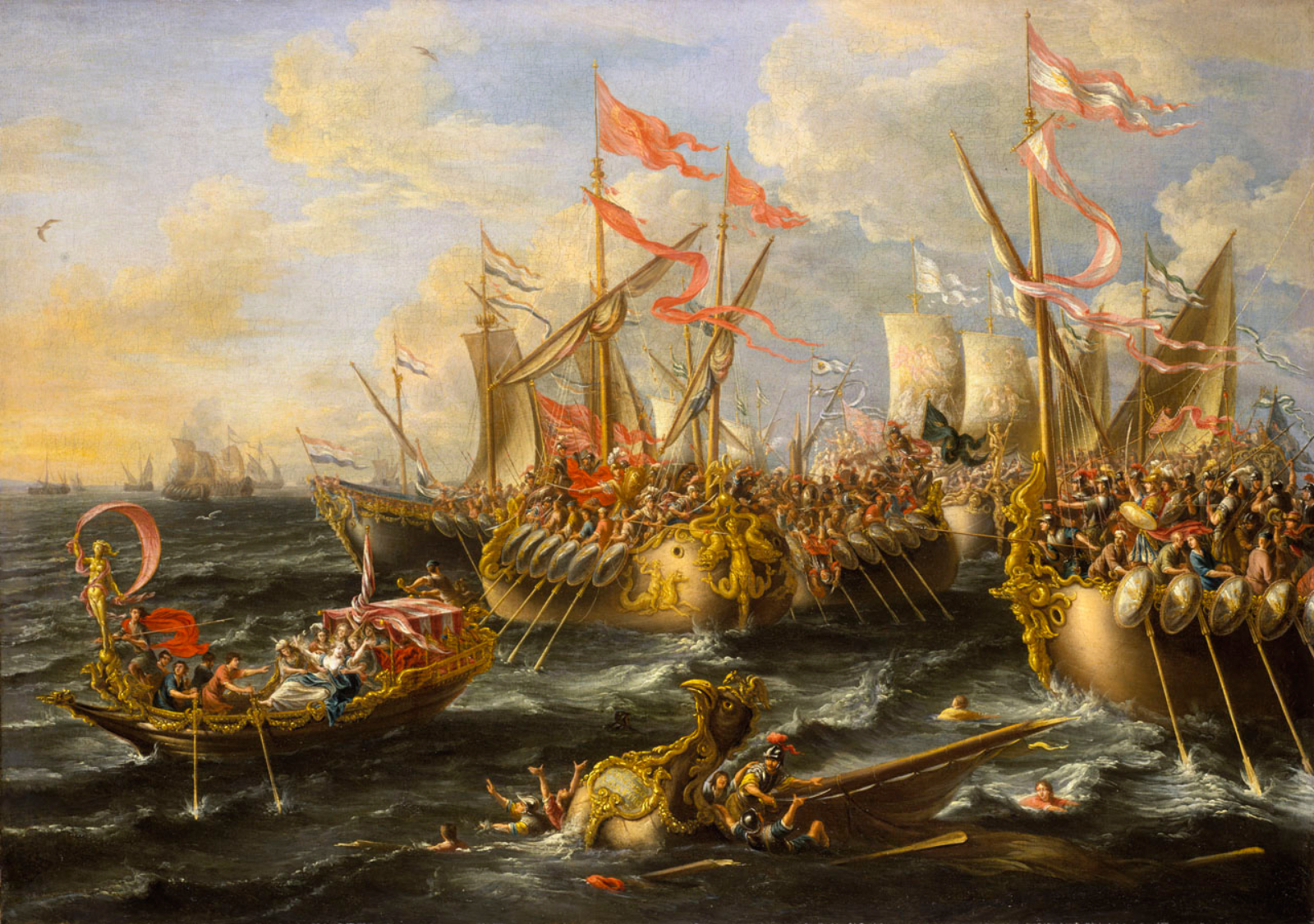
La batalla d'Àccium, de Lorenzo A. Castro, 1672.

Amb la victòria d'Octavi sobre Marc Antoni, la República es va annexionar de facto les riques terres d'Egipte, encara que la nova possessió no va ser inclosa dins el sistema regular de govern de les províncies, ja que va ser convertida en una propietat personal de l'emperador, i com a tal, legable als seus successors. Al seu retorn a Roma el poder d'Octavi fou enorme, tant com ho fou la influència sobre les seves legions.
L'any 27 aC es va establir una ficció de normalitat política a Roma, atorgant a August, per part del Senat, el títol d'Imperator Caesar Augustus (emperador Cèsar August). El títol d'emperador, que significa «vencedor en la batalla» el convertia en comandant de tots els exèrcits. Va assegurar el seu poder mantenint un fràgil equilibri entre l'aparença republicana i la realitat d'una monarquia dinàstica amb aspecte constitucional (Principat), pel que fa
 compartia les seves funcions amb el Senat, però de fet el poder del príncep era complet. Per això, formalment mai va acceptar el poder absolut encara que de fet va exercir, assegurant el seu poder amb diversos llocs importants de la república i mantenint l'ordre sobre diverses legions. Després de la seva mort Octavi va ser consagrat com a fill del Divus (diví) Juli Cèsar, la qual cosa el convertiria, a la seva mort, en déu.
En el pla militar August va establir les fronteres de l'Imperi Romà als Limes Elba-Danubi en el que ell considerava havien de ser els seus límits màxims d'extensió al nord. Així mateix, va finalitzar la conquesta d'Hispània doblegant les últimes tribus del Nord de les muntanyes cantàbriques: càntabres i asturs, que romanien encara al marge del control militar romà. Aquesta sagnant lluita seria coneguda com les Guerres Càntabres. Tan difícil va ser la tasca que August es va traslladar personalment amb tota la seva cort a la península Ibèrica establint Tàrraco com a capital provisional imperial. En aquest període l'urbs va experimentar un gran creixement urbanístic. Cap al 17 aC Hispània passa a domini romà per complet, quedant el territori organitzat en tres províncies: Lusitània, Tarraconense i Bètica, a més de la província Transduriana, que organitzava els territoris recentment conquerits del Nord-oest, i de l'existència tenim notícia per un epígraf, aparegut al Bierzo, recentment descobert: l'Edicte del Bierzo.
Al sud, a Egipte va batallar contra les tropes unides de Marc Antoni i Cleòpatra VII, a les quals va vèncer en la batalla d'Àccium (14 dC). Més tard, la conquesta de les terres dels ptolemeus, el general que va governar Egipte quan va morir Alexandre el Gran, i el llinatge del qual era ostentat per Cleòpatra VII. Així, va conquerir Egipte des d'Alexandria fins a gairebé el desert del Sàhara.
Al nord, August també va obtenir grans victòries adquirint per a l'imperi la Germània Magna els límits de la qual s'estenien al llarg del riu Elba. Aquesta situació, però, no duraria gaire, ja que August va confiar la direcció de la província a un inexpert governador: Publi Quintili Varus. La seva ineptitud i el seu poc enteniment de les cultures locals, gens acostumades a plegar-se davant d'un conqueridor, van incrementar els recels dels vilatans. Així va ser com durant el 9 aC una revolta protagonitzada per Armini va aniquilar les tres legions de Varus en una brutal emboscada coneguda com la batalla del bosc de Teutoburg. La ràpida reacció romana va permetre evacuar, no sense problemes, la resta de cossos militars acantonats a la Germània. August escandalitzat davant el desastre militar exclamaria: «Quintili Varus, torna'm les meves legions!». Finalment i, malgrat els desitjos inicials d'August, les legions es van retirar a defensar el front del Rin el qual seria la frontera nord de l'imperi fins al col·lapse d'aquest, ja que seguint el consell d'August, Tiberi i successors, no varen tractar d'estendre l'imperi més enllà de l'eix Rin-Danubi.

## La dinastia julioclàudia (14-69 dC)

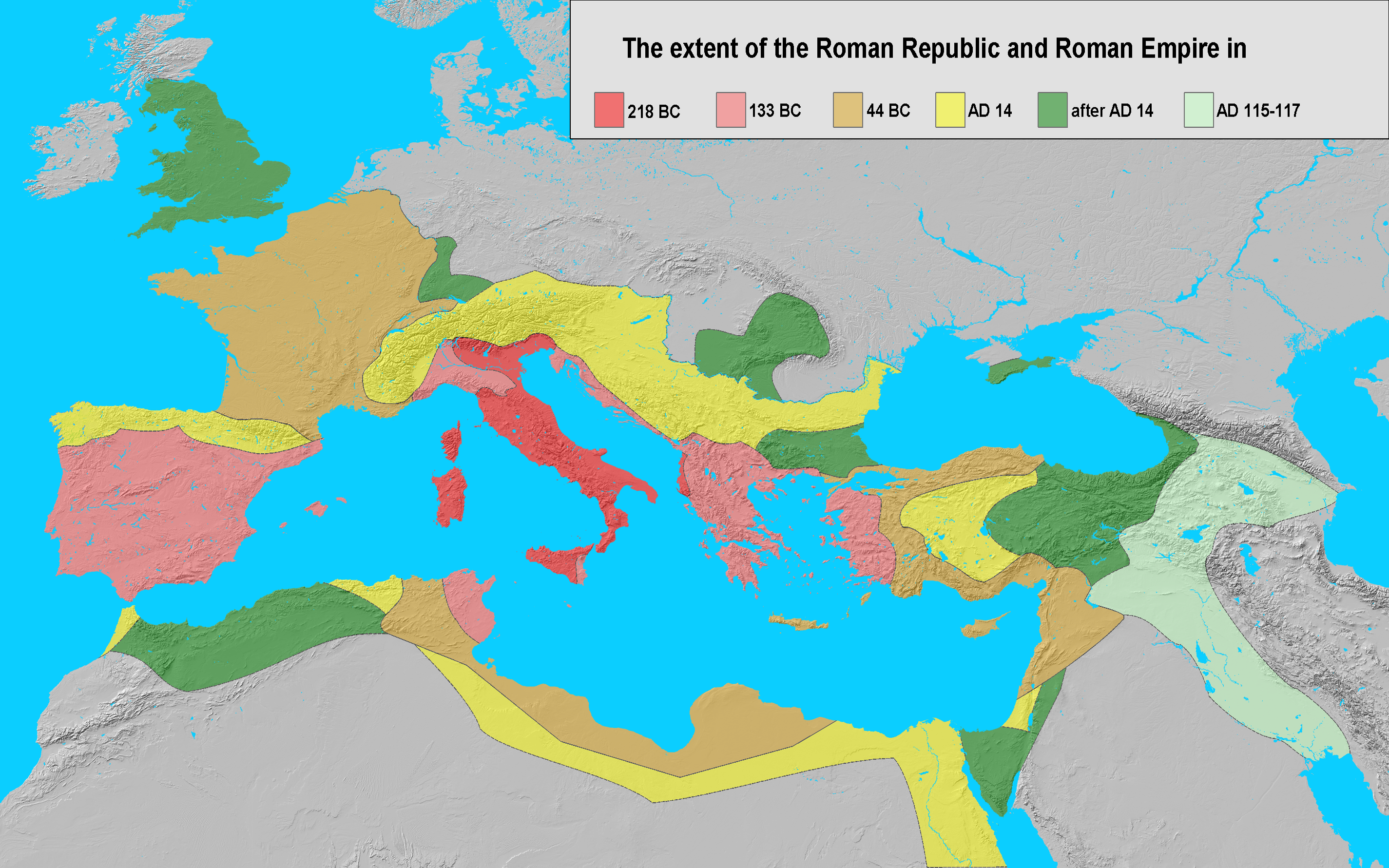
Expansió de l'Imperi Romà el 218 aC (vermell), 89 aC (rosa), 44 aC (taronja), 14 d.C. (groc), i 117 dC (verd).

Els successors d'August no van demostrar ser especialment dotats, evidenciant les debilitats d'un sistema dinàstic hereditari. Tiberi, Calígula i Neró van ser especialment despòtics, deixant-se portar fins i tot pels excessos de bogeria que van posar a prova la fortalesa del sistema consolidat sota la sàvia administració d'Octavi.

### Tiberi (14 - 37 dC)
Tiberi era fill de Lívia Drusilla i de Tiberi Claudi Neró. El 18 de setembre de l'any 14, després de la mort d'Octavi, va quedar només en la regència que havia obtingut amb l'acumulació de títols dels anys anteriors. No va adoptar el títol de Imperator, i va demostrar la seva desafecció al poder des d'inicis del seu regnat. Una de les seves primeres decisions va ser reformar les institucions, per a això va augmentar el poder del Senat donant-li la facultat de nomenar magistrats, de manera que els Comicis, institucions la principal tasca era aquesta, van ser debilitades. En augmentar el poder del Senat i anul·lar el del poble, Tiberi va buscar equilibrar, augmentant de 3 a 9 cohorts els efectius pretorians i assignant-li un campament permanent a Roma, la Castra Praetoria. El Senat va començar la publicació de nombroses lleis, recuperant el seu antic poder, alhora que es tornava a l'entitat fiscalitzadora sobre els governadors de les províncies romans. Va ser pocs anys d'iniciat el seu regnat que, en les regions de Pannònia i Germània, els legionaris es van revoltar exigint pagaments no efectuats. Germànic, un jove i brillant general, i el fill de Tiberi, Juli Cèsar Drus, van ser enviats per sufocar-la. Així, Germànic va unir als rebels a la seva causa i va emprendre una campanya a la Germània, travessant el Rin. Aquests fets, units al fet que Germànic recuperar les àguiles de les legions destruïdes en la batalla del Bosc de Teutoburg, van generar eufòria entre el poble i la popularitat de Germànic es va disparar. El 17, després de desenes d'anys sense triomfs, Germànic va commemorar el seu. El 19, Germànic va morir enverinat, sense conèixer-assassí, encara que moltes sospites van recaure en Tiberi. El 23, després de la mort del seu fill, Tiberi es va sumir en un estat depressiu, i lentament va ser delegant poders en el seu Prefecte del Pretori, qui exercia el càrrec des de 15, Luci Eli Sejà, fins que, finalment, el 26, Tiberi es va retirar a l'illa de Capri, deixant el poder absolut en Sexà, a qui estimava molt. Els 9.000 homes que Sexà tenia al seu comandament li donaven el poder de Roma. La mort de Lívia Drusilla, la temible dona, va envalentir al, fins aleshores, moderat Sexà. Va començar una sèrie de judicis contra els seus enemics, executant i robant les seves propietats, i bandejar a la descendència de Germànic l'any 30. El 31, es va tornar cònsol al costat de Tiberi. Aquest mateix any, un complot senatorial el va portar a judici i posteriorment, a la mort. Va ser reemplaçat pel Prefecte del Pretori, Nevi Sutori Macre. En assabentar-se d'això, Tiberi va tornar ràpid a Roma i va iniciar una carnisseria, delmant les files senatorials i executant a gairebé tots els seus membres. Molts altres patricis van ser executats, exiliats o empresonats, a causa de la caiguda de Sexà, amic personal de Tiberi. En aquest temps, van començar a sortir a la llum rumors de suposats actes indeguts de Tiberi durant la seva estada a Capri, entre ells, de perversió sexual. Després d'acabar les seves execucions, Tiberi es va retirar del poder i es va aïllar completament, deixant que l'imperi anés per si sol. Finalment, mor a Misè, el 16 de març de 37, suposadament assassinat, o per Macre, o per Calígula, a qui deixaria el poder en el seu testament per ser fill de Germànic, amb el seu net, Tiberi Bessó.

### Calígula (37 - 41 dC)
Calígula assumeix el poder el 13 de març de l'any 37. El testament de Tiberi li deixava el poder al costat del net de Tiberi, Tiberi Bessó. Amb l'ajuda del Prefecte del Pretori, Nevi Sutori Macre, aquest va anul·lar el testament i es va declarar emperador. Calígula havia estat al costat de Tiberi en la seva estada a Capri i s'havia congraciar amb ell. El 28 de març, feia una entrada triomfal a Roma, pel fet que el record del seu pare, el gran general Germànic, unit a l'alegria de la fi de regnat de Tiberi i a la seu joventut, feia augurar bons temps. Els primers sis mesos van ser bastant prometedors. Calígula va repartir una sèrie de recompenses monetàries als pretorians, a les tropes urbanes i a les frontereres. Va absoldre a tots els condemnats i exiliats del règim de Tiberi, encoratjant-los a tornar a Roma. Tanmateix, després de sis mesos de regnat, cau greument malalt, canviant radicalment la seva forma de governar, encara que no es coneix quina malaltia va patir. No obstant això, Calígula va continuar amb els seus bons actes, publicant les seves despeses personals i reformant profundament les polítiques econòmiques de l'imperi. No obstant això, va ordenar una sèrie d'assassinats sense judici, incloent-hi Macre, que el va elevar al tron. Entre el 38 i el 39, es va desencadenar una greu crisi econòmica a causa de la fallida de l'emperador, qui havia buidat les arques imperials en nombrosos jocs, banquets, recompenses monetàries i en la construcció d'obres públiques. Va començar a multar i fins i tot a assassinar molts senadors i cavallers romans per arrabassar el seu patrimoni i així resoldre la seva alacaiguda situació. Així mateix, va posar impostos a les noces, prostíbuls i judicis. A més, va començar a captar públicament en els actes del circ davant el poble, rebaixant la seva dignitat. Va tergiversar molts testaments per rebre els béns que s'hi establien. Els centurions van tornar les seves propietats rebudes en saquejos, i funcionaris públics van ser multats per corrupció i incompetència. Es va deslligar una enorme fam que va assolar l'imperi, a causa, segons molts historiadors, al mateix Calígula i els seus mandats. En obres públiques, va reconstruir els ports de Règium i Sicília, i va acabar el Teatre Pompeu i el Temple d'August. Es van construir els canals d'Aqua Claudia i Anio Novus. Amb l'ascens de Calígula, el Senat va perdre el poder adquirit amb Tiberi, cosa que va agreujar les seves relacions. Executar o humiliar a nombrosos senadors sense cap motiu. En el pla militar, Calígula va conquistar Mauritània i va preparar la invasió a Britànnia. Des de l'any 40, Calígula va començar a aparèixer en públic caracteritzat com a déu o semidéu. Així, va construir tres temples en el seu honor i va començar a reemplaçar als déus romans per la seva pròpia imatge. En la seva vida privada, Calígula va ser un veritable maníac sexual, va embarassar i va prostituir a les seves germanes, i fins i tot es diu que va voler que Incitat, el seu cavall, fos cònsol i sacerdot. Casius Querea, finalment, 41, el va assassinar amb suport del Senat després d'un any d'homicidis per part del dement emperador. Cau el 24 de gener de l'any 41.

### Claudi
Claudi era l'oncle de Calígula, i fill d'Antònia Minor i Neró Claudi Drus. Els dies posteriors a la mort de Calígula, va ser proclamat emperador per la Guàrdia Pretoriana, frustrant els plans de Casius Querea d'assassinar la família imperial. Hi havia estat allunyat de la política pel fet que patia de coixesa, tartamudesa, nombroses malalties respiratòries, i un caràcter tímid. Només va ser quan Calígula el va nomenar cònsol i senador que va assumir una mica de protagonisme. El seu nomenament, el 24 d'agost del 41, es va realitzar amb l'aprovació del Senat. Aquest havia estat nomenat perquè se li va creure un subjecte fàcilment manipulable. En comptes d'això, Claudi va demostrar ser un dels emperadors més grans de la història romana, sent un hàbil jutge, excelent legislador, un geni militar, i una persona autoritària, però també piadosa, humil i amable. L'expansió militar va ser notable, annexant Tràcia, Nòric, Lícia, Pamfília i Judea. L'any 43, Claudi va enviar al general Auli Plauci, al costat de quatre legions, a preparar la invasió de Britànnia, que constituiria el major èxit militar de Claudi. Finalment, la victòria romana va ser celebrada al 44. En obres públiques, va acabar els aqüeductes o canals d'Aqua Clàudia i Anio Novus. Va construir el port d'Òstia, facilitant el transport de subministraments a Roma. En matèria judicial, va arribar a jutjar nombrosos plets, ja que va agilitzar el sistema judicial. Va començar a convidar a l'aristocràcia d'altres pobles, bàrbars inclosos, a venir a Roma i fins i tot va nomenar alguns senadors. Va arribar a decretar 20 edictes per dia. Va afavorir els drets dels esclaus en detriment dels senyors, prohibint l'eutanàsia per part d'aquests cap als seus esclaus. Amb el Senat, es va mostrar humil, negant-se a ocupar el seu tron al mig de la sala i asseient-amb la resta dels senadors. A més, els va concedir el control d'antigues províncies imperials, els va permetre encunyar les seves pròpies monedes i fins i tot va rebutjar tots els títols que mereixia per guanyar-se'ls quan fos el moment. Va formar un Senat més eficient i representatiu. Tot i això, molts senadors van intentar enderrocar, generant una dura resposta de Claudi, que executa a molts sediciosos. Va concedir un lloc especial als lliberts, donant-los una àmplia plataforma d'acció en els òrgans burocràtics. El 38, es va casar amb Valeria Mesalina. Durant el seu matrimoni, es van conèixer nombrosos escàndols de Mesalina, que era llibertina en excés. No obstant això, l'escàndol que la portaria a la mort va ser quan es va casar amb Caius Sili públicament a Roma, al 48. Per evitar la humiliació, la va enviar a executar. Es va casar, per quarta vegada, sent aquesta vegada la triada Agripina la Menor, al 49. El 13 d'octubre de 54, mor, segons molts, enverinat per la seva esposa, Agripina.

### Neró
Neró va assumir el tron després de la mort del seu padrastre, Claudi, gràcies a les conjures de la seva mare, Agripina la Menor, esposa del difunt emperador, en reemplaçament de l'hereu reial, Britànic, que, per ser fill de Claudi, tenia millor dret que Neró, que era fill d'Aenobarb. Després d'assumir el tron, el 13 d'octubre, va ser realment la seva mare qui va prendre el poder, mentre que Neró prenia les decisions nominalment. Els 5 primers anys del seu govern van ser moderats, degut en gran part a la influència que en ell exercien el filòsof i el seu tutor personal, Sèneca, i el prefecte de la guàrdia pretoriana, Sixt Afrani Burre. Entre les seves mesures va estar intentar frenar la corrupció que s'havia instal·lat al Senat. No obstant això, aviat va voler prendre les regnes del poder amb les seves pròpies mesures, i va anar arrabassant a la seva mare la influència. Agripina, enutjada, va intentar conspirar contra Neró, intentant, ara, enderrocar el seu fill i suplantar-lo per Britànic. No obstant això, Neró, avançant-se a la seva mare, va manar enverinar en un banquet a Britànic, acabant amb l'únic successor possible, quan aquest va haver complert 14 anys, el 12 de febrer de 55. Va ser en aquells temps, quan Neró va expulsar Agripina del Palatí, la residència imperial. Durant aquest temps, avorrit del seu matrimoni amb Clàudia Octàvia, filla de Claudi, va iniciar un famós romanç amb una de les seves llibertes, Clàudia Actea. Després de l'expulsió de la seva mare, la seva autonomia va augmentar i va començar a imposar la seva voluntat, reduint el paper de Burre i Sèneca a moderadors. El 58, va iniciar un romanç amb Popea Sabina, esposa del general Marc Salvi Otó. En el 59, volent lliurar-se de la seva mare, la va manar assassinar, aconseguint-ho al tercer intent. Amb això, va començar a baixar la seva popularitat. El 62, mor Burrus i Sèneca és acusat de corrupció, de manera que es retira de la vida pública. Després d'això, el mateix any, es divorcia i bandeja a Octàvia i es casa amb Popea. Tria a Gai Ofoni Tigel·lí com a prefecte del Pretori, sent un hàbil sequaç i malèfic encoratjador dels plans malvats de Neró. El 64, es va produir el famós incendi de Roma, que destruiria per complet la ciutat. Molts testimonis asseguren que van veure pretorians calant foc en diferents punts de la ciutat, i la creença que Neró va cantar un poema veient l'incendi de Roma, emulant el de Troia, confirma la creences que Neró va ser l'incendiari. Aquest, per alliberar-se, va culpar als cristians, que ja eren una comunitat nombrosa a Roma, i va iniciar una ferotge persecució contra ells. Les sospites van ser confirmades quan va començar una sèrie de remodelacions al Palatí, amb un cost de més de 100 milions de sestercis, després de l'incendi. El 65 fou descoberta una conjura del senador Caius Calpurni Pisó per enderrocar-lo, pel seu excés de poder i per la seva tirania. Després de ser executats molts patricis, Sèneca es va suïcidar després d'admetre que havia escoltat de la conspiració. En aquesta època, mor Popea, assassinada accidentalment per Neró després de donar-li una puntada al ventre, ella embarassada. El penediment de Neró es veu en la seva recerca infructuosa d'un amant que la reemplacés, arribant a cercar homosexuals i transvestits. Neró es torna famós per la seva creença que era un excel·lent cantant, poeta i actor, quan la seva habilitat era terrible. Els seus humiliants actes a Roma i altres parts de l'imperi, va indignar a l'aristocràcia romana, arribant fins i tot a actuar nu d'Hèrcules a Grècia, i molts altres papers. Un any abans, el 66, havia esclatat a la Judea una poderosa revolta aixafada oportunament pel general Titus Flavi Vespasià. El 60, la reina bàrbara Boudica s'havia revoltat contra l'imperi, i fou sufocada la revolta. Entre el 67 i el 68, el governador de la Galia Lugdunensis, Caius juliol Vindex, va revoltar a les seves tropes contra Neró. Luci Vergini Rufus, governador de la Germània Superior, el va derrotar, havent de suïcidar-se. El juny del 68, el governador de la Hispània Tarraconense, Servi Sulpici Galba, es va revoltar i el Senat el va declarar emperador, declarant al mateix temps a Neró enemic de Roma. Neró va fugir i es va suïcidar el 9 de juny del 68.

### Galba
Servi Sulpici Galba era el governador de la Hispània Tarraconense des del 61. Després de la revolta de Gai Juli Vindex, va decidir unir-se a la seva causa després d'assabentar-se de la mort de Neró. Així, va reclutar tropes a Hispània i va marxar a Roma, amb el suport general, ja que se'l considerava un fiable candidat al tron. Després de vèncer als seus rivals, el Prefecte del Pretori, Ninfidi Sabí, Fontè Capit i Clodi Macer, va prendre el poder el 9 de juny. No obstant això, la seva avançada edat el va fer extremadament manipulable, i influenciat pels seus consellers més íntims. Va prendre moltes decisions polítiques que van resultar un complet desastre, l'adopció del senador Luci Calpurni Pisó, per intentar pujar la seva popularitat, va provocar que el general Marc Salvi Otó es revoltés contra ell a principis del 69. Així, va ser assassinat en una emboscada el 15 de gener en el Fòrum, i els seus enemics a la capital van declarar Otó com a emperador.

### Otó
Marc Salvi Otó va ser reconegut com a emperador pel Senat el mateix dia de la mort de Galba. El nou emperador va ser rebut amb alleujament. Malgrat la seva ambició i cobdícia, a Otó no se li coneixia que fos tirànic ni cruel, i per això s'esperava que fos un emperador just. Però hi havia el problema de Viteli, que portava dies marxant cap a Itàlia des de la Germània.
Viteli posseïa el comandament de les legions d'elit de l'imperi, compostes per veterans de les Guerres germàniques, com la I Germànica i la XXI Rapax. Aquests eren els seus millors arguments per aconseguir el poder. Otó no tenia intencions d'iniciar una altra guerra civil i va enviar missatgers per proposar una pau i convidar a Viteli a ser el seu fill adoptat. No obstant això, era ja massa tard, i l'exèrcit de Viteli va colpejar Itàlia amb una sèrie de victòries menors. Otó va ser finalment derrotat en la primera batalla de Bedríacum. En comptes de fugir i intentar un contraatac Otó va decidir posar fi al caos suïcidant-se. Havia estat emperador durant poc més de tres mesos.

### Viteli
Viteli després de la notícia del suïcidi d'Otó, va ser reconegut com a emperador pel Senat. Amb l'acceptació garantida, Viteli va sortir de Roma. Malgrat tot el començament del seu regnat no va ser favorable. La ciutat va acollir amb inquietud l'accés al càrrec com Pontifex Maximus de Viteli en les mateixa data de l'aniversari de la batalla d'Àlia (394 aC), un dia de mals auspicis per a la supersticiosa societat romana.
Els esdeveniments que seguirien demostrarien la certesa d'aquests temors. Amb el tron fortament assegurat, Viteli va iniciar una sèrie de festes, banquets i desfilades que van portar a la tresoreria imperial a la fallida. Aviat es van acumular els deutes i els prestadors van començar a demanar els pagaments. Viteli va mostrar la seva naturalesa violenta en reprimir amb crueltat l'atreviment dels demandants mitjançant tortures i execucions. Amb les finances imperials en un estat pèssim, Viteli va fer assassinar tots els ciutadans que es diguessin com ell o el seu hereu. Es va deslligar llavors una persecució de qualsevol possible rival convidant-los a palau amb promeses de poder per després assassinar-los.
Mentrestant, les legions estacionades a les províncies d'Orient pròxim, Judea i Síria, van aclamar a Vespasià com a emperador. Vespasià havia estat un comandant excepcional a Judea sota el mandat de Neró l'any 67 quan va assumir la tasca de sufocar la revolta jueva. Es va guanyar el suport del governador de Síria, Caius Licini Mucià. Les experimentades legions que havien combatut durament a Judea van marxar sobre Roma al comandament de Mucià. Vespasià va viatjar a Alexandria, on va ser aclamat com a emperador l'1 de juliol obtenint el control dels vitals subministraments de gra d'Egipte. Titó, el fill de Vespasià, va romandre a la Judea per acabar amb la revolta jueva. Abans que les legions orientals poguessin arribar a Roma, les legions danubianes de les províncies de Forta i Mesia van aclamar Vespasià com a emperador a l'agost i van encapçalar la invasió d'Itàlia al comandament de Marc Antoni Primer. A l'octubre les forces de Primer van obtenir una aclaparadora victòria sobre l'exèrcit de Viteli en la segona batalla de Bedríacum.
Envoltat d'enemics, Viteli va fer un últim intent de guanyar-se el suport de la ciutat, subornar i va prometre poder a qui va fer falta. Mentrestant, els exèrcits del Danubi estaven cada vegada més a prop. Davant la imminent amenaça, Viteli va tractar de guanyar temps i va enviar a uns emissaris acompanyats per verges vestals per negociar una treva i iniciar converses de pau. L'endemà, els missatgers van tornar amb la notícia que l'enemic estava a les portes de la ciutat. Viteli es va disposar llavors a amagar-se i fugir, però abans va decidir fer una última visita al palau. Allà va ser assassinat per un dels homes de Vespasià.
El Senat va acollir l'endemà Vespasià com a emperador. Això va ocórrer el 21 de desembre del 69, el mateix any que havia començat amb Galba en el tron.

## La dinastia Flàvia (69-96 dC)
Aquesta dinastia dels emperadors va sobresortir en l'aspecte de l'administració i la construcció. Van mantenir protegides les fronteres mitjançant campaments militars i van atorgar drets de ciutadania romana als habitants de les províncies de l'imperi.

### Vespasià (69-79 dC)

Vespasià va construir el Coliseu de Roma.

Vespasià descendia d'una família de l'orde eqüestre que havia aconseguit el rang senatorial durant els regnats dels emperadors de la dinastia julioclàudia. Sent designat cònsol el 51, va guanyar renom com a comandant militar, destacant en la invasió romana de Britànnia (43). Va comandar les forces romanes que van fer front a la revolta dels jueus de l'any 66. Quan es disposava a assetjar Jerusalem, la capital rebel, l'emperador Neró es va suïcidar, sumint a l'Imperi en un any de guerres civils conegut com l'Any dels Quatre Emperadors. Després de la ràpida successió i mort de Galba i Otó i l'ascens al poder de Viteli, els exèrcits de les províncies d'Egipte i Judea van proclamar emperador a Vespasià l'1 de juliol del 69. En el seu camí cap al tron imperial, Vespasià es va aliar amb el governador de Síria, Caius Licini Mucià, qui va conduir les tropes de Vespasià contra Viteli, mentre el mateix Vespasià prenia el control sobre Egipte. El 20 de desembre, Viteli va ser derrotat i l'endemà Vespasià va ser proclamat emperador pel Senat.
Poca informació ha sobreviscut del regnat de Vespasià després dels seus deu anys de govern. Destaca del seu regnat el programa de reformes financeres que va promoure, tan necessari després de la caiguda de la dinastia julioclàudia, la seva reeixida campanya a Judea i els seus ambiciosos projectes de construcció com l'amfiteatre Flavi, conegut popularment com el Coliseu Romà. Després de la seva mort, el 23 de juny de 79, va ser succeït en el tron pel seu fill gran, Titó.

### Tit (79-81 dC)
Tit, abans de ser proclamat emperador va aconseguir renom com comandant militar en servir a les ordres del seu pare a Judea, durant el conflicte conegut com la Primera Guerra Judeo-Romana (67 - 70). Aquesta campanya va patir una breu pausa després de la mort de l'emperador Neró (9 de juny de 68), quan el seu pare va ser proclamat emperador per les seves tropes (21 de desembre de 69). En aquest punt, Vespasià va iniciar la seva participació en el conflicte civil que va assolar l'imperi durant l'any del seu nomenament com a emperador, conegut com l'any dels quatre emperadors. Després d'aquest nomenament va recaure sobre Tit la responsabilitat d'acabar amb els jueus sediciosos, tasca que va realitzar de forma satisfactòria després d'assetjar i destruir Jerusalem (70), el temple va ser destruït en l'incendi. La seva victòria va ser recompensada amb un triomf i commemorada amb la construcció de l'Arc de Titó.
Sota el regnat del seu pare, Tit va recollir recels entre els ciutadans de Roma a causa del seu servei com prefecte del cos de guardaespatlles de l'emperador, conegut com la Guàrdia Pretoriana, i també causa de la seva intolerable relació amb la reina Berenice de Cilícia. Malgrat aquestes faltes a la moral romana, Tit va governar amb gran popularitat després de la mort de Vespasià el 23 juny 1979 dC i és considerat com un bon emperador per Suetoni i altres historiadors contemporanis.
El més important del seu regnat va ser el seu programa de construcció d'edificis públics a Roma (Tit va finalitzar l'amfiteatre Flavi, conegut comunament com el Coliseu). L'enorme popularitat de Tit també es va deure a la seva gran generositat amb les víctimes dels desastres que va patir l'imperi durant el seu breu regnat, l'erupció del Vesuvi l'any 79 dC i l'incendi de Roma del 80 dC. Després de dos anys en el càrrec, Tit va morir a causa d'unes febres, el 13 setembre del 81 dC. La gran popularitat de Tit va fer que el Senat el proclamés com a déu. Tit va ser succeït pel seu germà menor, Domicià.

### Domicià (81-96 dC)
La seva joventut i els inicis de la seva carrera van transcórrer a l'ombra del seu germà Tit, que va aconseguir un considerable renom militar durant les campanyes de Germània i de Judea dels anys 60. Aquesta situació es va mantenir durant el regnat del seu pare Vespasià, coronat emperador el 21 de desembre de 69, després d'un llarg any de guerres civils conegut com l'Any dels Quatre Emperadors. Al mateix temps que el seu germà va gaudir de poders semblants als del seu pare, ell va ser recompensat amb honors nominals que no implicaven cap responsabilitat. A la mort del seu pare el 23 de juny de 79, Titó el va succeir pacíficament, però el seu curt regnat va finalitzar abruptament i inesperadament a la seva mort per malaltia, esdevinguda el 13 de setembre del 81. L'endemà Domicià va ser proclamat emperador per la Guàrdia Pretoriana, el seu regnat, que duraria quinze anys, seria el més llarg des del de Tiberi.
Les fonts clàssiques el descriuen com un tirà cruel i paranoic, situant entre els emperadors més odiats en comparar la seva vilesa amb les de Calígula o Neró. Això no obstant, la major part de les afirmacions sobre ell tenen l'origen en escriptors que li van ser obertament hostils: Tàcit, Plini el Jove i Suetoni. Aquests homes van exagerar la crueltat del monarca en efectuar adverses comparacions amb els cinc bons emperadors que el van succeir. A conseqüència de tot això, la historiografia moderna rebutja la major part de la informació que contenen les obres d'aquests escriptors al considerar-los poc objectius. Se li descriu com un autòcrata despietat però eficient, els programes pacífics, culturals i econòmics van ser precursors del pròsper segle ii, en comparació amb el turbulent crepuscle del segle i. La seva mort va marcar el final de la dinastia flàvia, així com la instauració de l'Antonina.

## Dinastia antonina
Després de la mort de Domicià el 96, es va succeir la dinastia antonina, dels quals els seus cinc primers emperadors van ser coneguts dins de la dinastia dels cinc emperadors bons, perquè tots van ser savis i van dirigir molt bé Roma. Això fou gràcies a un nou sistema de successió que es basava en la designació del successor, en comptes de ser el parent més proper. És així com es va assegurar una bona successió, fins que Marc Aureli va trencar la norma, designant al seu fill, Còmode, decisió que resultaria desastrosa.

### Nerva (96-98 dC)
Nerva, al seu ascens al tron tenia 65 anys; aquest prestigiós senador havia dedicat la seva vida al servei de l'Imperi durant els regnats de Neró, Vespasià, Titó i Domicià. Amb Neró com a emperador va ser membre del seguici imperial i va exercir un important paper en el descobriment d'una conspiració contra l'emperador orquestrada pel senador Caius Calpurni Pisó (65). Després d'això se li va recompensar amb dos consolats (71 i 90).
El 18 de setembre de l'any 96, l'emperador Domicià va ser assassinat víctima d'una conspiració palatina en què es van veure implicats diversos membres de la Guàrdia Pretoriana i diversos lliberts. L'endemà el Senat el va nomenar emperador; com a nou monarca va jurar restaurar els drets que havien estat abolits o simplement obviats durant el regnat de Domicià. No obstant això, la seva administració va estar marcada per problemes financers i per la seva falta d'habilitat a l'hora de tractar amb les tropes. Una revolta de la Guàrdia Pretoriana l'any 97 gairebé el va forçar a adoptar el popular Marc Ulpi Trajà com el seu hereu i successor. Després del que aproximadament van ser divuit mesos de gestió, Nerva va morir de mort natural el 27 de gener de 98. A la seva mort va ser succeït pel seu fill adoptiu, Trajà.
Encara que es desconeix gran part de la vida de Nerva, és considerat pels historiadors antics com un emperador savi i moderat. Aquesta opinió ha estat confirmada pels historiadors moderns, un dels quals, Edward Gibbon, anomena a Nerva i als seus quatre successors, els cinc bons emperadors. L'adopció de Trajà com a hereu va finalitzar amb la tradició dels anteriors emperadors, que nomenaven a algun dels seus parents com a fill adoptiu en el cas en què no els succeïssin els seus propis fills.

### Trajà (98 - 117 dC)

Amb Trajà l'Imperi Romà va tenir la seva màxima expansió

Trajà, va succeir l'emperador Nerva l'any 98. Com a administrador civil, Trajà és conegut sobretot pel seu ampli programa de construcció d'edificis públics, que van reformar la ciutat de Roma i va deixar nombrosos monuments perdurables com el fòrum de Trajà, el mercat de Trajà i la Columna Trajana. Tanmateix, va ser com a comandant militar per la qual cosa va celebrar els seus majors triomfs. El 101, va llançar una expedició punitiva contra el regne de Dàcia governat pel rei Decèbal, derrotant a l'exèrcit daci a prop de Tapae al 102, i finalment va conquerir Dàcia completament el 106. El 107, Trajà va anar més a l'est i es va annexionar el regne nabateu, establint la província d'Aràbia Pètrea. Després d'un període de relativa pau dins de l'imperi, va llançar la seva campanya final el 113 contra Pàrtia, arribant fins a la ciutat de Susa al 116, i aconseguint amb això la màxima expansió de l'Imperi Romà en tota la seva història. Durant aquesta campanya, Trajà va emmalaltir i va morir mentre tornava a Roma. Va ser deïficat pel Senat i les seves cendres es van enterrar sota la Columna Trajana. El va succeir el seu nebot Hadrià.

### Hadrià (117-138 dC)

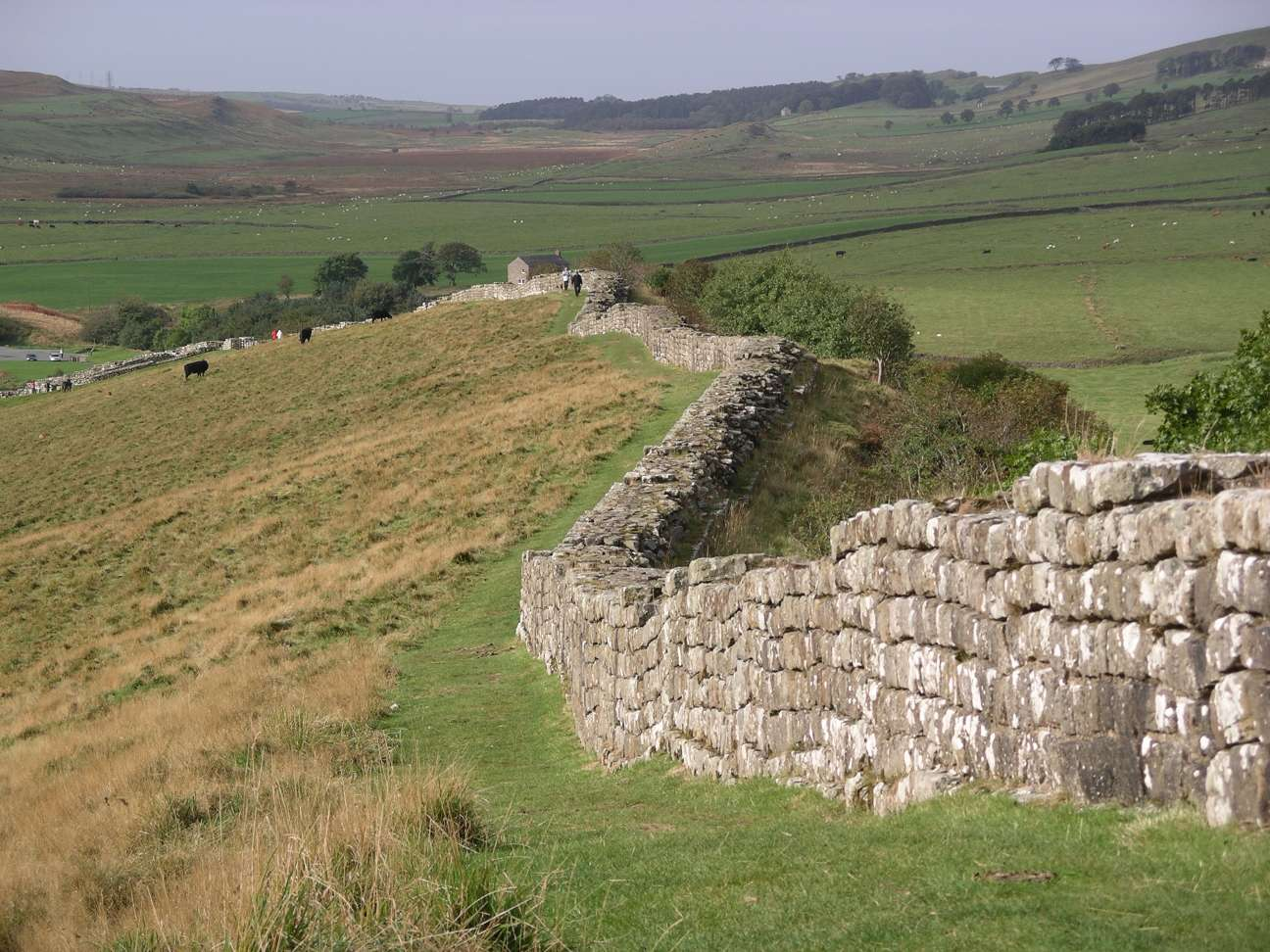
Parts de la Muralla d'Hadrià a Britànnia es conserven avui dia

Hadrià va néixer a Itàlica, o a Roma, en el si d'una família benestant oriünda del Pisè (Itàlia) i establerta a final del segle iii aC a Itàlica (Hispània Bètica), prop de la moderna ciutat de Sevilla (Espanya). Era nebot segon per línia materna de Trajà, que encara que mai el va nomenar públicament el seu hereu, li va donar diverses mostres de preferència durant el seu regnat i, d'acord amb el manifestat per la seva dona, Pompeia Plotina, el va declarar com a tal moments abans de morir.
Encara que és possible que accedís el tron sobretot al favor de Plotina, la seva condició de possible successor va ser sent marcada pel mateix Trajà durant el seu regnat. Així, en el període comprès entre els anys 100 - 108 li va concedir la mà de Vibia Sabina, el va nomenar quaestor Imperatoris i Comes Augusti, li va regalar el diamant de Nerva com a «esperança de successió» i el va recomanar com a cònsol suffectus, a més d'altres honors i distincions. Encara que era descendent de Trajà, el suport de Plotina i de Luci Licini Sura (mort el 108) van ser determinants en el seu ascens al tron.
Les seves relacions amb el Senat no van ser bones; potser va tenir a veure amb això que Hadrià, a diferència de molts emperadors anteriors, no desitgés exercir el consolat ordinari més que dues vegades, totes dues consecutives i al començament del seu regnat: en el primer semestre del 118, tenint com a col·lege el seu nebot, el barcinonenc Gneu Pedània Fusc Salinator, i en el primer quadrimestre del 119, amb Publi Dasumi Rústic, un altre possible parent, aquesta vegada dels Dasumii italicenses. Així mateix, les reformes administratives dutes a terme durant el seu regnat van suscitar l'oposició dels senadors, l'emperador va modernitzar el sistema administratiu estatal ascendint a experts i a tecnòcrates, cosa que va suposar que moltes seccions de l'administració quedaren en mans d'aquests funcionaris. A causa d'això l'elit senatorial i aristocràtica va veure minvada la seva influència.

### Antoní Pius (138-161 dC)
Antoní Pius, després d'exercir amb un sorprenent èxit els càrrecs de qüestor i pretor, va obtenir el consolat al 120. Va ser posteriorment nomenat per Hadrià com un dels quatre procònsols que administraven Itàlia. La seva tasca durant el seu proconsolat a Àsia va augmentar en gran manera la seva reputació gràcies a la seva bona conducta. Antoní Pius va ser afavorit durant la seva carrera per Hadrià, que el va adoptar com el seu hereu el 25 de febrer de 138, després de la mort del seu fill adoptiu Luci Aeli Verus, amb la condició que el mateix Antoní Pius adoptés Marc Anni Verus, el fill de la dona del seu germà, Luci, fill d'Aeli Verus, que després es convertirien en els emperadors Marc Aureli i Luci Verus.
El seu regnat va transcórrer pacíficament, tot i una sèrie de disturbis militars que van assolar l'imperi durant el seu govern a Mauritània, Judea i a Britànnia contra els brigants, encara que cap d'aquestes insurreccions es consideren d'importància. Es creu que la insurrecció a Britànnia va portar a l'emperador a erigir el Mur d'Antoní al Fiord de Forth i el Fiord de Clyde, tot i que va ser aviat abandonada. Va ser un dels pocs emperadors que es van enfrontar a les crisis del seu govern sense sortir d'Itàlia, tractant els assumptes bèl·lics provincials a través de governadors o per mitjà de cartes a ciutats com Efes. Aquest estil de govern va ser molt elogiat pels seus contemporanis i per les generacions futures.
Poc es coneix de la política exterior del govern d'Antoní, encara que a jutjar pels esdeveniments conseqüents d'ella, no van esdevenir importants esdeveniments durant aquest període, comparat amb els seus antecessors i predecessors en el tron. Alguns historiadors defensen que va tractar amb gran cura els assumptes de l'imperi, o que potser es va desinteressar dels esdeveniments que van succeir a l'exterior d'Itàlia, i del seu inactivitat es van derivar els problemes als quals es va haver d'enfrontar, no només Marc Aureli, sinó un gran nombre d'emperadors del segle iii.
Antoní Pius va mantenir bones relacions amb el Senat, en contrast amb el seu predecessor, Hadrià. El seu regnat, juntament amb el dels seus predecessors Trajà i Hadrià, i el del seu successor Marc Aureli, es coneix com l'Edat d'or de l'Imperi Romà.

### Marc Aureli (161-180 dC)

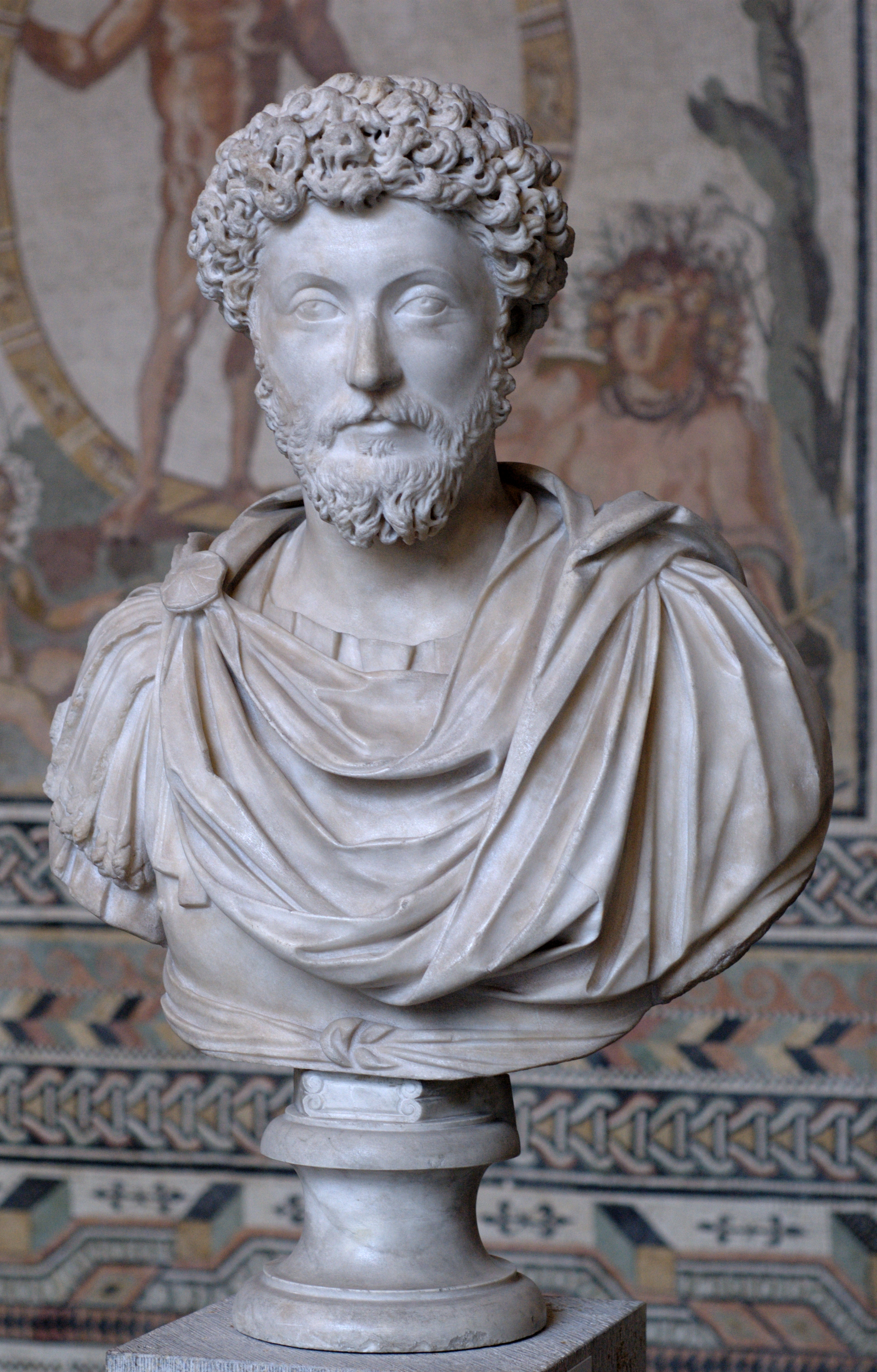
Marc Aureli

El seu govern va estar marcat pels conflictes militars a Àsia davant d'un revitalitzat Imperi Part i a la Germània enfront de les tribus bàrbares assentades al llarg del Limes Germanicus, en la Gàl·lia i al llarg del Danubi. Durant el seu regnat va haver de fer front a una revolta a les províncies de l'est liderada per Avidi Casius a la qual va aixafar.
La gran obra de Marc Aureli, Meditacions, escrita durant les campanyes de la dècada de 170, encara és considerada com un monument al govern perfecte. És descrita com «una obra escrita de manera exquisida i amb infinita tendresa».

### Còmode (180-192 dC)
Còmode va ser el primer emperador que succeïa en el tron al seu pare des del regnat de Titó. El jove fill de Marc Aureli va ser també el primer emperador «nascut per a la porpra» (símbol de reialesa romana), ja que era el primer que naixia quan el seu pare ja havia ascendit al tron. El seu govern es pot dividir en dues fases: 
- 177-180: Regnat conjunt amb el seu pare, Marc Aureli. En aquesta etapa les accions de Còmode es poden definir com a moderades. Entre altres coses, Còmode va lluitar amb els exèrcits del Danubi.
- 180-192: Govern en solitari. La manera de regnar del jove va anar degenerant en una paranoia incontrolable que va portar a l'Imperi Romà a una de les seves majors crisis des dels governs de Calígula, Neró o Domicià.

A la seva mort, l'imperi es va sumir en una època de guerres civils coneguda com l'any dels cinc emperadors. Al final d'aquest conflicte, va assumir el tron Septimi Sever, que va instaurar la dinastia dels Severs o dinastia severa.

## Dinastia severa (193-235)
Després d'un breu període anàrquic Septimi Sever, militar no pertanyent a l'aristocràcia romana, va aconseguir establir una nova dinastia l'any 193, per això havia de sortir victoriós en la major i més sagnant confrontació entre exèrcits romans (la batalla de Lugdúnum). Alexandre Sever és l'últim emperador d'aquesta línia hereditària, donant pas a la tercera anarquia (la primera va ser l'any dels quatre emperadors i la segona la que va precedir els Severs). A partir de llavors es van succeir en el tron diversos emperadors que van arribar al poder gràcies a haver pujat en l'escalafó militar per mèrits sense ser necessàriament de procedència noble. El primer emperador d'aquesta nova era és Maximí el Traci, fill de camperols i procedent d'una zona de l'actual Bulgària.

### Septimi Sever (193-211)
Després de la mort de Còmode el 31 de novembre de 192, el general Publi Helvia Pertinax va assumir el poder, després de pagar un contundent suborn a la Guàrdia Pretoriana. A causa de la política financera de Pertinax, que va implicar rebaixar la paga dels pretorians, es va revoltar la Guàrdia Pretoriana, i va acabar assassinat. El ric senador Didi Julià va comprar, en una subhasta pública, el tron imperial.
Després de l'arribada de la notícia de la mort de Pertinax, les legions del Danubi, el Rin i la Germània van proclamar emperador a Septimi Sever. Després d'un fugaç i maldestre regnat de Julià, aquest va ser executat l'1 de juny per ordre del Senat. El 9 de juny les tropes de Sever entraven a la capital. Per desfer-se de la influència dels pretorians, els va convidar a un banquet en què van ser desarmats, els va reemplaçar per soldats lleials a ell.
El 194, el governador de Síria, Pesceni Níger, es va rebel·lar contra Sever, però acabaria sent derrotat a Issos.
A Britànnia, Clodi Albí va amenaçar el poder de l'emperador, en tenir al seu comandament un poderós exèrcit, però Sever li va atorgar un consolat i el títol de Cèsar, apaivagant els ànims. No obstant això, poc després, el 195, Sever es va enfrontar a Albí, que va marxar amb 40.000 homes contra Sever, en la batalla de Lugdúnum (l'actual Lió), el 196, després de la qual vèncer Sever i Albí es va suïcidar.
Entre el 197 i el 199 va portar una reeixida campanya contra l'Imperi Part, després de la qual va establir la província de Mesopotàmia.
El seu govern, de marcat caràcter militar, va tendir a atorgar favors als militars, com ara la creació de noves legions, l'augment del seu salari i dels seus privilegis, la qual cosa va redundar en un augment del seu estatus social, i va fundar noves escoles militars.
Finalment, va emprendre nombroses obres públiques per a augmentar la riquesa de Roma. A la seva mort, el 9 de febrer de 211, va nomenar els seus fills Caracalla i Geta.

### Caracal·la (211-217)
Després de la mort del seu pare el 211, l'imperi va quedar sota el govern de Publi Septimi Geta, germà de Caracal·la, i aquest mateix. No obstant això, el cruel conflicte entre els germans va acabar amb el suïcidi de Geta el 212, després de pressions de Caracal·la.
Després d'això, Caracal·la es va retirar de Roma i va emprendre una sèrie de campanyes militars. A la Germània, va aconseguir la pacificació de les fronteres. A Alexandria, Grècia, els seus soldats van saquejar i van assassinar milers d'habitants, després d'una humiliació a l'emperador, fet que va fer créixer l'odi del poble, ja bastant fomentat amb la mort de Geta i les massives execucions que el van seguir.
En obres públiques, manaria construir unes espectaculars termes a Roma que porten el seu nom, i a més, va decretar la Constitutio Antoniniana, en el 212, que nomenava ciutadans romans a tots els habitants lliures de les províncies.
Durant una campanya contra els parts, el prefecte del pretori, Marc Opeli Macrí, acabaria revoltant-se contra ell. Amb això, va ser assassinat a Pàrtia, prenent Macrí el poder el 217.

### Macrí (217-218)
Va continuar la campanya de Pàrtia, després d'autoproclamar-se emperador, i després de la batalla de Nísibis (217), que va resultar en empat, va pagar als parts 200 milions de sestercis per aconseguir la pau, que va treure, en part, del sou dels legionaris.
Com que es va proclamar sense el consentiment del Senat, aquest va decidir nomenar un adolescent anomenat Vari Àvit (el futur Heliogàbal) com a successor de Caracalla. Així, Macrí va veure la seva situació compromesa. El juny del 218 es va enfrontar a les tropes que donaven suport a Heliogàbal i fou derrotat en la batalla d'Antioquia.

### Heliogàbal (218-222)
Després de la derrota de Macrí en la batalla d'Antioquia, el 8 de juny de 218, la legió III Galica, que va proclamar Heliogàbal, el va instal·lar al tron gràcies a les diligències de la seva àvia, Júlia Mesa, però passaria poc temps abans que les legions romanes es penedissin d'haver-lo recolzat, la seva desenfrenada conducta sexual, unida a la seva devoció per un déu nou, van generar ampli rebuig a la societat romana.
Va intentar suplantar a Júpiter pel déu Sol Invictus. Aquestes conductes, unides a acusacions com que es prostituïa en el palau imperial, n'hi va haver prou perquè la seva pròpia àvia, Júlia Mesa, conspirés contra ell, recolzada pel poble i el Senat romà. Es diu que va arribar a casar-se sis vegades amb homosexuals. Va ser assassinat quan tenia 18 anys, i fou reemplaçat pel seu cosí, Alexandre Sever.

### Alexandre Sever (222-235)
El nou emperador, tranquil i pacífic, acabaria deixant el poder en la seva mare i àvia, que es van dedicar a reparar els errors comesos durant l'administració de Heliogàbal. El seu govern va ser poc significatiu, i després d'una campanya contra els sassànides, va realitzar una marxa triomfal a Roma. Durant les seves campanyes contra les tribus de la Germània va ser assassinat per les seves tropes. El seu govern fou l'últim govern civil de Roma i amb la seva mort s'inicien 50 anys de total anarquia militar a l'imperi i finalitza la dinastia severa.
- Vegeu-ne la continuació a

## Administració territorial
Amb l'imperi, el Senat va ser relegat a un cos consultiu que preparava lleis i ordenances per l'administració, i les promulgava. El nombre de senadors era de nou-cents membres.

### Províncies
Roma converteix en províncies seves els pobles que conquereix. La creació d'aquest conglomerat, geogràfic i polític culmina en temps d'August (segle i), qui, després d'una llarga sèrie de guerres civils, estableix un nou règim: el Principat, que s'acabaria convertint en l'imperi, establint un sistema de províncies senatorials o públiques, governades pels càrrecs sortints (procònsols senatorials), i províncies imperials, governades per llegats imperials designats per l'emperador.
Amb ell comença una època relativament pacífica, durant la qual té lloc la romanització, o sigui, la difusió de la civilització romana per tots els territoris conquerits.
Els emperadors posteriors a August van acabar de configurar l'imperi tal com seria durant més de 300 anys, és a dir estès al voltant del Mediterrani i amb les fronteres des de Britànnia fins a l'Eufrates. L'any 117, l'imperi va assolir la seva màxima extensió gràcies a les conquestes de Trajà. En aquells moments estava dividit en unes 50 províncies. Tot i això, en molts casos les províncies contenien ciutats amb règims especials i zones militars que feien que no tot el territori fos homogeni.
Les invasions i la situació d'imperi van obligar a una reorganització administrativa en temps de Dioclecià (284). Es van crear quatre prefectures, territoris que abraçaven moltes províncies i les diòcesis o agrupacions de províncies, i el nombre de províncies va ser augmentat. La prefectura era governada pel prefecte del pretori i la diòcesi pel vicari mentre les províncies van seguir en mans de procònsols o llegats, anomenats també Praesides, als quals es va designar un auxiliar per les funcions militars amb el títol de Dux. La desaparició de províncies senatorials (reduïdes a Àsia i Àfrica) va fer disminuir fins i tot més el poder del Senat, convertit en òrgan consultiu no vinculant. En algunes províncies hi podia haver diversos Duces però un sol Praeses. El nombre de províncies va arribar el 297 a noranta-sis, quan el 284 eren cinquanta-set. Més tard fins i tot van augmentar més (fins a cent vint a principis del segle iv).
L'Imperi Romà es va dividir definitivament a la mort de Teodosi I el gran el 395 en l'Imperi Romà d'Occident i l'Imperi Romà d'Orient.

### Ciutats
Un municipi romà fou cada una de les ciutats romanes amb dret de ciutadania, les quals conservaven les seves institucions interiors derivades de l'antic ordre i adaptades per ser bàsicament iguals a les de Roma, sovint solament amb canvis de nom. Els magistrats locals imposaven la seva autoritat al municipi, igual que els de Roma ho feien en aquesta ciutat. Tanmateix, no estaven exempts d'obeir als magistrats romans. Així Roma podia imposar tributs sense tenir en compte els tributs d'ordre local imposats per les autoritats municipals, i aquestes podien imposar tributs independents dels de Roma. Els treballs i els serveis eren ordenats indistintament per ambdós poders (els ordenats per les autoritats municipals solament podien realitzar-se en el mateix municipi). Quan existia un conflicte, la Llei de Roma s'imposava. La jurisdicció judicial municipal era pels casos menors i als jutges de Roma corresponien els casos greus.

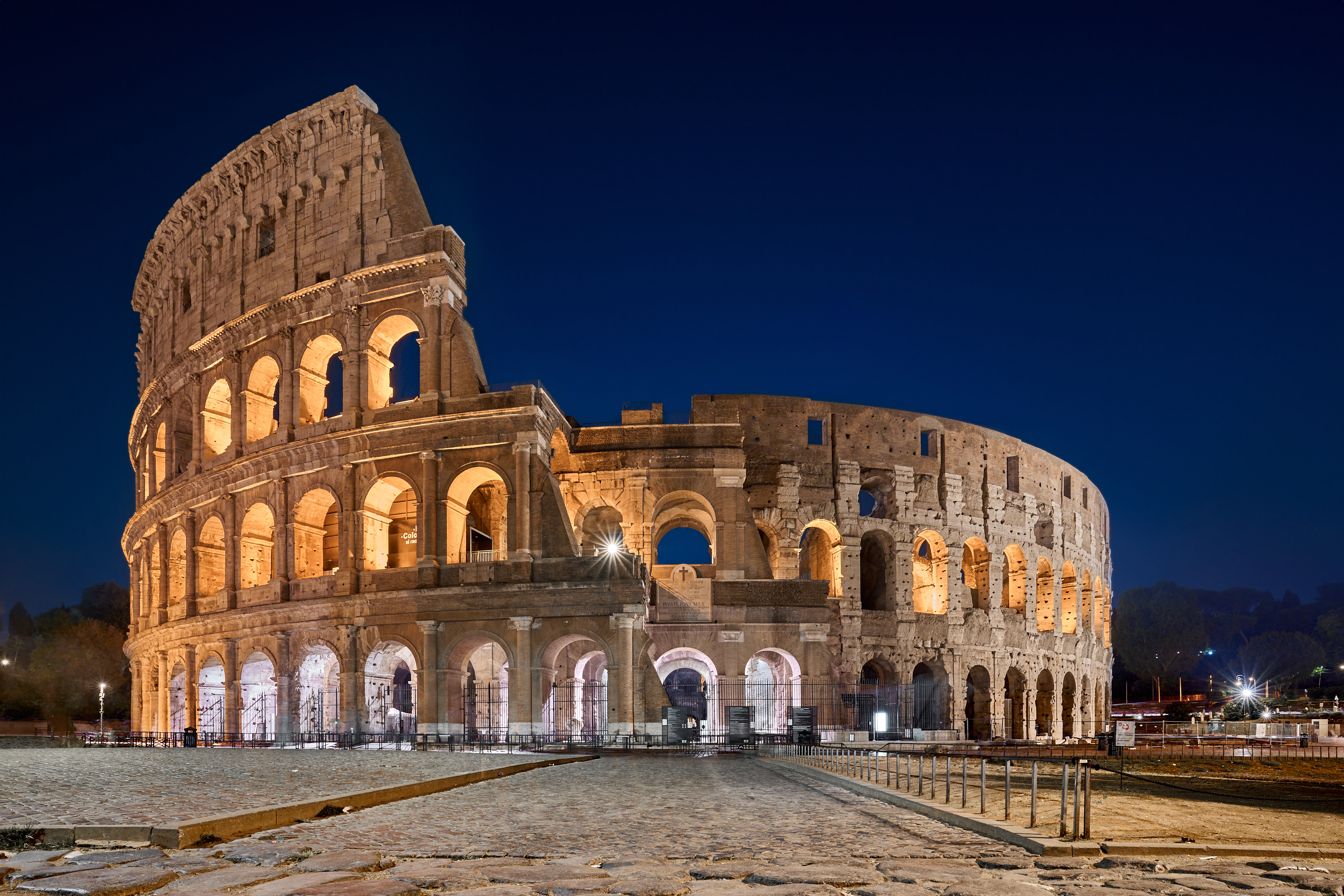
El Colosseu, a Roma

L'arquitectura romana és probablement el testimoni més significatiu de la civilització romana. Es caracteritza per la diversificació de les seves construccions i la grandiositat dels espais interiors. La seva solidesa ha permès que moltes d'elles perdurin fins als nostres dies. L'organització de l'Imperi Romà va normalitzar les tècniques constructives de manera que es poden veure construccions molt semblants a milers de quilòmetres enllaçades, sovint, per les vies romanes.
Les ciutats romanes estaven emmurallades i tenien un traçat prou regular. El fòrum (del llatí forum) era el centre neuràlgic, geogràfic, comercial i polític de la ciutat romana, equivalent a l'àgora grega. S'hi creuaven les dues vies principals de la ciutat: el cardo i el decumanus maximus. Pren el nom del fòrum de la ciutat de Roma. Era una plaça porticada, rodejada per les tabernae (botigues), on es bastien edificis com el temple, la basílica i la cúria.
Per l'esbarjo i l'entreteniment dels habitants, la ciutat disposava de teatres, termes, amfiteatres i circs. També hi havia monuments, com ara arcs de triomf, per commemorar alguna gesta bèl·lica, i aqüeductes per abastar d'aigua la ciutat. La resta de la ciutat estava ocupada per habitatges. Els ciutadans rics vivien en una casa unifamiliar que s'anomenava domus, mentre que els més humils habitaven cases de pisos, anomenades insulae ('illes'). Al segle i es van popularitzar les cases anomenades d'Atrium, d'un sol pis, centrades en un pati cobert, amb una obertura per la qual l'aigua de la pluja es precipitava a l'impluvium, però a diferència de les anteriors se li van afegir patis amb columnates, jardins i més habitacions. A partir del segle ii la tendència va ser la construcció d'un segon pis, i moltes cases de les ciutats s'habilitaven per locals comercials, en els quals es comerciava amb tota classe de productes mercantils o artesanats, mentre els propietaris es construïen les Villae en els suburbis.

## Exèrcit

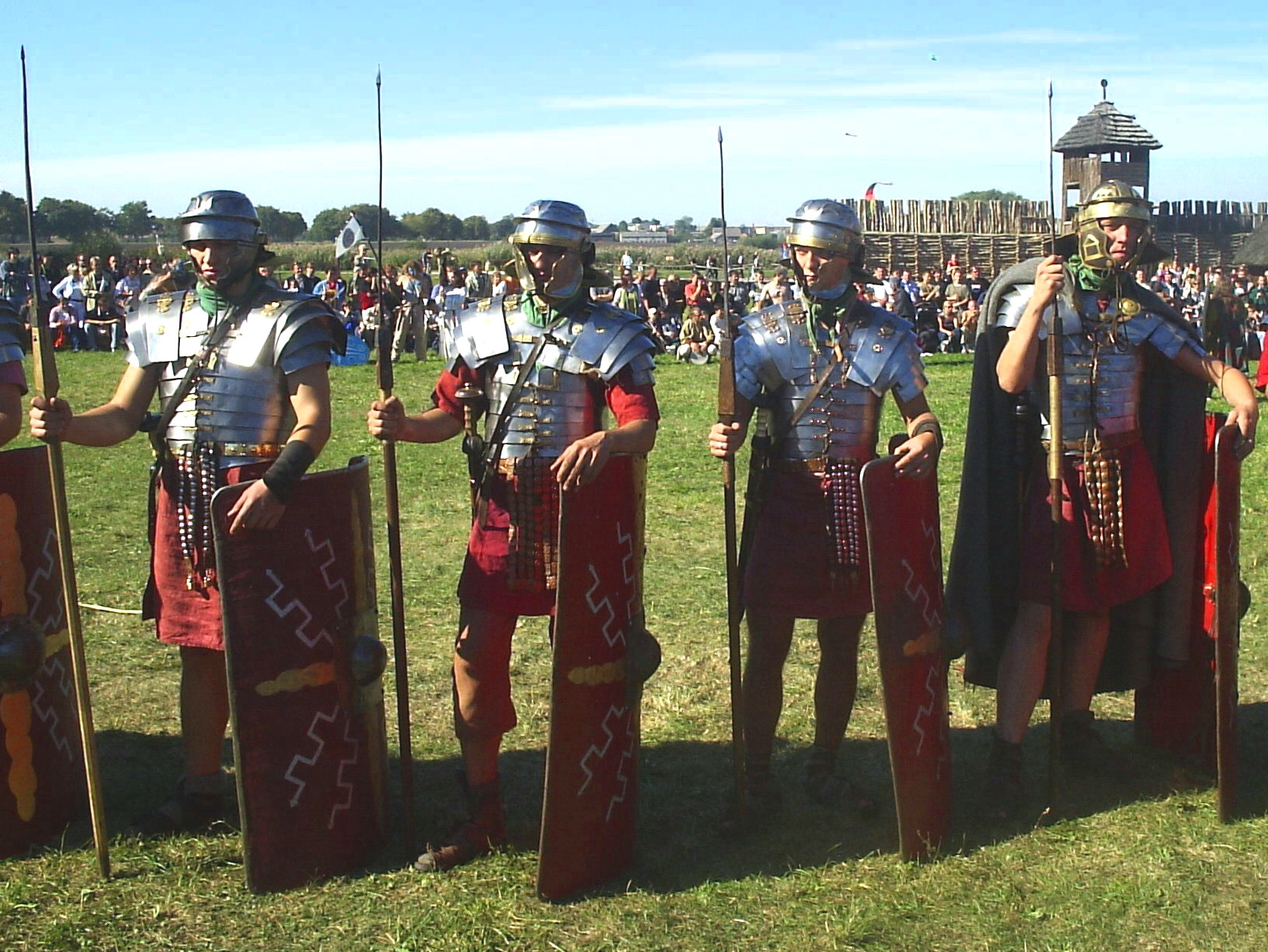
Recreadors com a legionaris de la segona meitat del.

El comandament suprem de l'exèrcit corresponia a l'emperador. A províncies el comandament corresponia al governador provincial (però aquest al seu torn estava supeditat a l'emperador que podia apartar-lo quan volgués), podent també assumir-lo temporalment l'emperador. El nombre de legions oscil·là en tota l'època imperial, amb un nombre pròxim a la trentena.
Els cavallers i les classes altes havien desaparegut pràcticament de l'exèrcit i les legions s'havien de reclutar entre els ciutadans, primer a Itàlia, però es van reclutar progressivament a les províncies on estaven acantonades, i si calia es recorria a mercenaris estrangers (sobretot germans). Amb l'entrada dels proletaris l'exèrcit va tendir a una professionalització, si bé aquests soldats tenien més facilitat per al saqueig. Els ascensos es guanyaven per mèrits, per favors o per diners. El temps de servei va ser augmentat progressivament i no eren excepcionals serveis de trenta o més anys. Per exercir alguns càrrecs municipals calia un cert temps de servei en l'exèrcit.
La legió disposava d'arsenals (armamentaria) i de tallers de fabricació i reparació. Els soldats rebien un sou, donatius imperials en ocasió de l'accés al tron, les festes o els motins, regals (stillaturae) i el botí de guerra. La ració d'aliments diària va ser creixent i se li proporcionava blat, sal, vi, vinagre, carn fresca i carn salada.
Els campaments es van convertir en places fortes. Disposaven de muralles i torrasses i es dividien interiorment en quatre parts marcades per dues vies perpendiculars. Contenien sala de banys, sala de reunions, capelles, oficines, presó, hospital i magatzems. Els mercaders, artistes, prostitutes i altres acudien a les seves rodalia i s'establien constituint-se aglomeracions urbanes, i creixien les poblacions civils (canabae) i les cases de banys i amfiteatres. Els terrenys pròxims s'utilitzaven com pastures per al bestiar, i en general s'arrendaven per aquest fi als pagesos de la zona.

### Estructura de la legió
Una legió romana (l'emblema de la qual era una àguila platejada) consistia en deu cohorts (amb el seu respectiu estendard) cadascuna de les quals amb cinc o sis centúries de cent homes (subdividides en decúries), comptant doncs cada legió 5.000 o 6.000 homes d'infanteria, dividits en cinquanta o seixanta centúries. Comptava també amb els escamots regulars auxiliars i de cavalleria (alae) cent vint homes de cavalleria.
El nomenament dels legati legionis, lloctinents de la legió amb funcions de pretor, assistits pels tribuns militars designats tots ells pel governador provincial o per l'emperador, que també podien nomenar als centurions.
Al costat dels llegats de la legió estaven els benefiaciarii (encarregats de missions de confiança), els straten (escuders), els comentarienses (arxivers), els cornicularii (comptadors) i els actuarii (escrivents). Els tribuns militars es dividien en laticlavii (afectes a l'administració) i angusticlavii (missions pròpiament militars). Als centurions els auxiliava un oficial secundari anomenat optio, alguns dels quals també exercien funcions administratives. En cavalleria el sotsoficial que manava una turma (nou genets) era anomenat decurió. Altres sotsoficials eren el tesserarius (equivalent a un sergent), el signifer o vexillarius (portaestandart), l'aquilifer (el portador de l'àguila legionària), el campiductor (instructor) i el pecunarius (furriel).

#### Cohorts

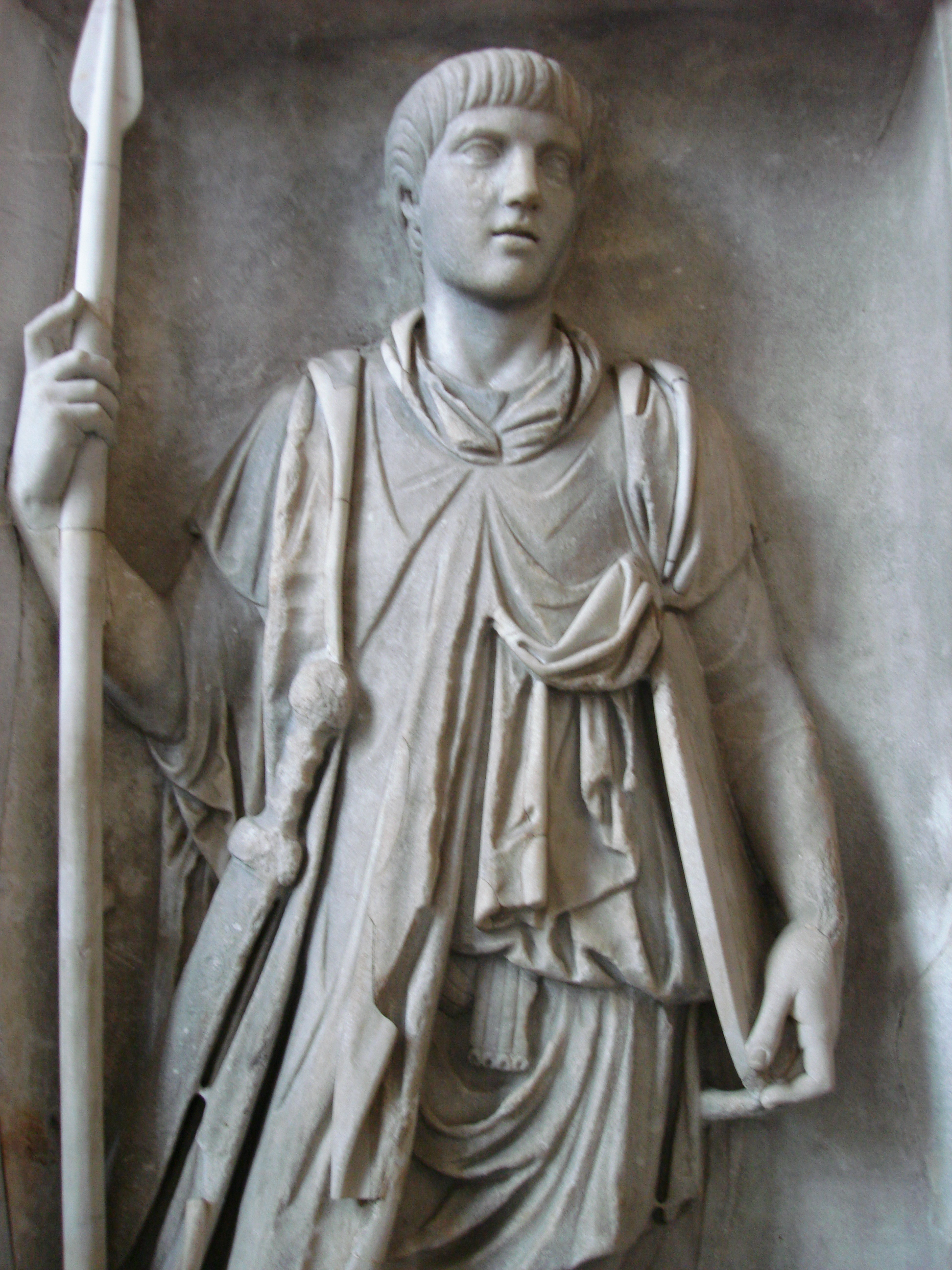
Guàrdia pretoriana.

Les cohorts s'estructuraven en deu files de 40 o 60 fileres que en temps de Trajà es van reduir a cinc files. Amb Hadrià va sorgir la cohort miliar (composta de 1.200 soldats escollits) mentre les restants cohorts van ser anomenades quingentaries i comptaven 500 soldats. Des del regnat d'Hadrià el reclutament es va fer exclusivament a les províncies on servia la legió.
Es van estructurar diverses cohorts especialitzades: les d'infanteria (peditata), la de cavalleria o mixta (equitata), la policial (togata), la de vigilància (excubitoria), la de guarnició en una ciutat (urbana), l'encarregada d'apagar incendis (vigilii) i l'encarregada de la guàrdia i custòdia imperial o d'un cabdill (praetoriana). Aquesta guàrdia personal del general en cap va ser habitual en l'imperi. Existia el quarter general (Guàrdia Pretoriana o guàrdia del general en cap) els membres de la qual tenien més sou i estaven dispensats dels treballs del campament, i que van arribar a ser els àrbitres de l'imperi.

#### Centúries
Les centúries estaven al comandament de centurions (el centurió de més prestigi era el primus pilus habitualment el més veterà), per damunt del qual havia sis tribuns de la legió de rang eqüestre, i el legatus de la legió, de rang senatorial, que havia estat anteriorment pretor (a les províncies on solament hi havia una legió, el legatus de la província i el de la Legió era la mateixa persona).

### Equipament
L'equipament dels legionaris canviava substancialment depenent del grau militar. Durant les campanyes, els legionaris anaven equipats amb armadura (lorica segmentata), escut (scutum), casc (galae), un pílum pesant i un lleuger, una espasa curta (gladius), una daga (pugio), un parell de sandàlies (caligae), una sarcina (motxilla de marxa), i menjar i aigua per dues setmanes, equip de cuina, dues estaques (sudes murale) per la construcció de murs, i una pala o cistell.

## Marina

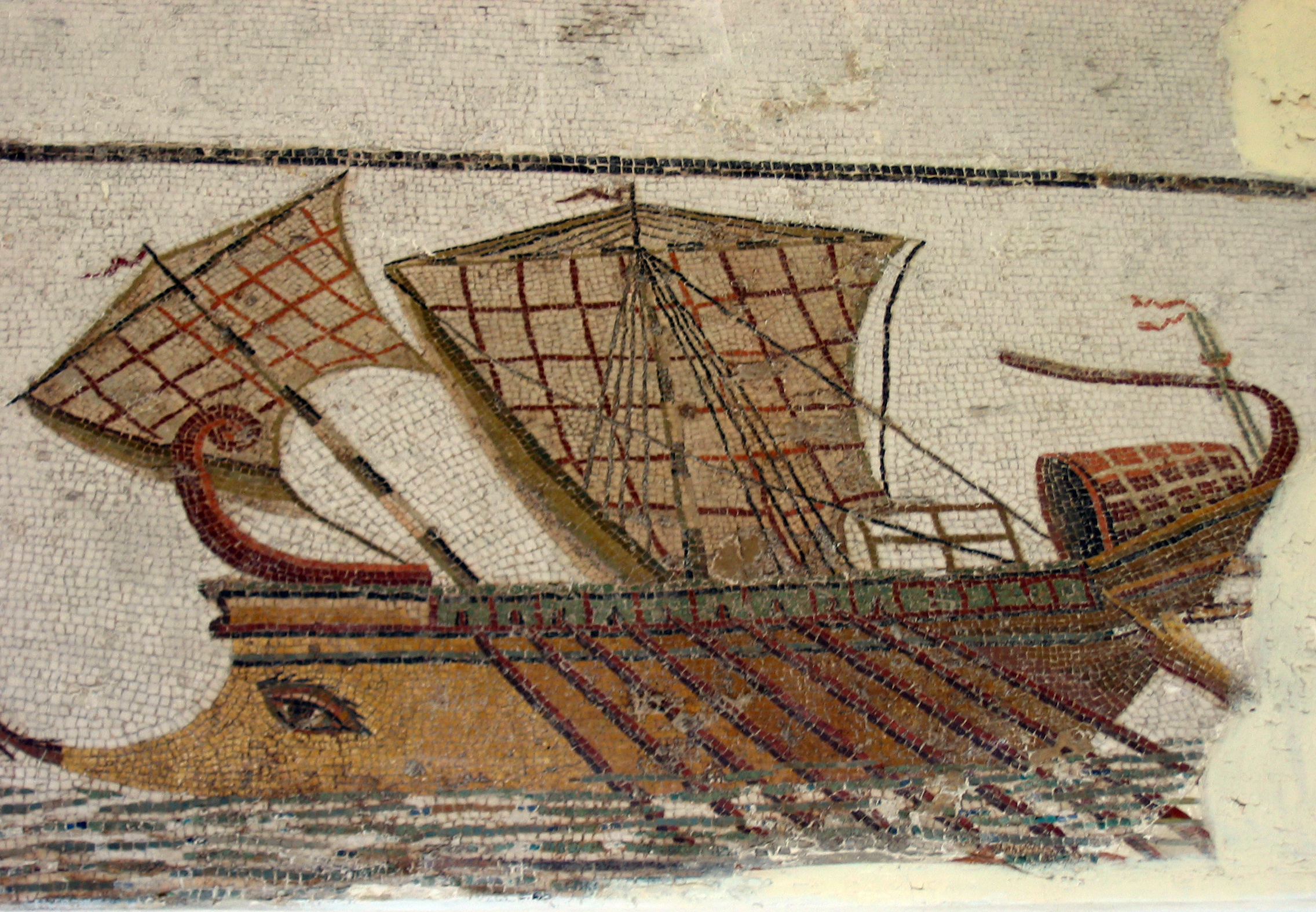
Trirrem romà representat en un mosaic

La marina romana (en llatí classis, literalment 'flota') era la força naval de la Roma Antiga. Tot i tenir un paper decisiu en l'expansió romana per la Mediterrània, la marina romana mai va tenir el prestigi de les legions romanes. Al llarg de la seva història els romans van ser un poble essencialment terrestre, i van deixar els temes nàutics en mans de pobles més familiaritzats amb ells, com els grecs i els egipcis, per construir vaixells. Parcialment a causa d'això, la marina mai va ser totalment abraçada per l'estat romà, i es considerava «no romana». En l'antiguitat, les marines i les flotes comercials no tenien l'autonomia logística de l'actualitat. A diferència de les forces navals modernes, la marina romana, fins i tot en el seu apogeu, no va existir de forma autònoma, sinó que va operar com un adjunt de l'exèrcit romà.
La marina romana es va crear en temps de la República Romana. L'any 311 aC es va instituir la figura dels almiralls (Duoviri navals) per dirigir la petita marina romana, formada per uns pocs vaixells (galeres sobretot), i pels contingents marítims de les ciutats aliades que posseïen marina (com Nàpols).
El 267 aC es van instituir els quatre qüestors de la marina (Classici quoestores), amb seus respectives en quatre ports: Ostia, Calis (a Campània), Ariminium (Rímini), i una altra seu de la qual el nom i situació no és conegut.
En el transcurs de la Primera Guerra Púnica la marina romana va ser estesa massivament i va tenir un paper vital en la victòria romana i en l'ascensió de la República Romana a l'hegemonia de la Mediterrània. Durant la primera meitat del segle ii aC Roma va destruir Cartago i subjugà els regnes hel·lenístics de l'est de la Mediterrània, aconseguint el domini complet de totes les ribes del mar interior, que ells van anomenar Mare Nostrum. Les flotes romanes van tornar a tenir un paper preponderant en el segle i aC en les guerres contra els pirates i en les guerres civils romanes que van provocar la caiguda de la República, les campanyes es van estendre al llarg de la Mediterrània. En el 31 aC la gran Batalla d'Àccium finalitzà la Tercera guerra civil romana amb la victòria final d'August i l'establiment de l'Imperi Romà.
Durant el període imperial la Mediterrània va ser un pacífic «llac romà» per l'absència d'un rival marítim, i la marina romana va quedar reduïda al patrullatge i a tasques de transport.
No obstant això, en les fronteres de l'Imperi Romà, en les noves conquestes o, cada vegada més, en la defensa contra les invasions bàrbares, les flotes romanes van estar plenament implicades. El declivi de l'Imperi Romà al segle iii es va sentir en la marina romana, que va quedar reduïda a l'ombra de si mateixa, tant en grandària com en capacitat de combat. En les successives onades dels pobles bàrbars contra les fronteres de l'Imperi Romà la marina romana només va poder tenir un paper secundari. Al començament del segle V dC les fronteres de l'Imperi Romà van ser trencades i aviat van aparèixer regnes bàrbars a la vora de la Mediterrània occidental. Un d'ells, el dels vàndals, va crear una marina pròpia i va atacar les costes del Mediterrani, fins i tot va arribar a saquejar Roma, mentre les disminuïdes flotes romanes van ser incapaces d'oferir resistència. L'Imperi Romà d'Occident es va enfonsar al segle V dC i la posterior marina romana del durador Imperi Romà d'Orient és anomenada pels historiadors marina romana d'Orient.

## Economia
Tot i que la vida se centrava a les ciutats, la majoria dels habitants vivien al camp, on conreaven la terra i tenien cura del bestiar. L'economia estava basada en el sistema de producció esclavista. El nombre d'esclaus d'una hisenda era variable segons el tipus d'explotació, com més esclaus hi havia en una finca, menys bracers o jornalers calien, i sovint per evitar l'ús d'un nombre excessiu de bracers, es transformava una explotació agrària en una explotació ramadera. Una gran part dels esclaus eren presoners de guerra. Existien mercats d'esclaus, als quals acudien els traficants. Molts esclaus portaven cadenes, i si estaven marcats amb el signe del senyor es deia que portaven l'stigma o notatio.

### Els grans dominis
Els grans dominis variaven notablement en superfície depenent de la província. Conreaven aquests grans dominis els esclaus, i en els períodes de la collita es contractava a Politors, parcers lliures. El propietari no vivia ni treballava en la hisenda, la visitava periòdicament, encara que a vegades, quan estava en una província allunyada, podia no visitar-la mai. El seu funcionament estava confiat a un villicus (administrador).
Les dependències de la hisenda (Vila Rústica) comprenien: la casa de l'amo, els estables, els graners, els magatzems i els allotjaments del capatàs i dels altres esclaus. L'amo proveïa els esclaus de vestits i calçats, així com el blat, la sal i altres aliments (olives, peix salat, va venir, oli…) en quantitat proporcionada al treball de cadascú (demensum) per la qual cosa el capatàs, que era el més important però el que menys treballava rebia menys (encara que era el que tenia més possibilitats de ser manumès). A les ordres del villicus estava la villica, majordoma de la casa rural (cuinera, cuidadora del rebost, del galliner i del colomar). Seguien els bulbuci (llauradors), els criats, el somerer, el porquer i, si hi havia ramat, el pastor o pastors. Als esclaus se'ls comprava ja adults i quan estaven malalts o vells eren venuts.

#### Ramaderia
Les grans hisendes dedicades a la ramaderia estaven formades per terres de pastures i de boscos sent la seva extensió més gran que els grans dominis agrícoles (es pot dir que com a mínim superaven les dues-centes hectàrees, i en alguns casos arribaven fins a diversos milers). Un terç dels treballadors havien de ser homes lliures. Quan els Politor van desaparèixer van donar pas als Villici, jornalers dirigits pel Procurador o Intendent de la Hisenda. Algunes explotacions agrícoles van arribar a comptar centenars de bracers.
Dels ramats d'ovelles que pasturaven en les muntanyes durant l'estiu, i en els planes a l'hivern s'aprofitava la llana i la carn, apreciada en moltes províncies. La cura dels ramats corresponia gairebé sempre a esclaus que a l'estiu romanien amb el bestiar, fins i tot de nit, allotjant-se en cabanyes o enmig d'assetjats. El pastor gaudia de llibertat de moviments i se li donaven cavalls i armes
Els bous, destinats a les tasques agrícoles, procedien de compres i estaven castrats. Altres cavalls, bous, ases i mules eren destinats a la venda a pagesos, carreters i l'exèrcit. Els animals lliurats a colons o parcers eren cuidats per aquests que havien de retornar una part de les cries i una quantitat de formatge i llet. Hi havia també gallines i coloms que s'alimentaven sols. Es criaven conills i llebres i existien dipòsits de peixos. Els porcs blancs eren alimentats en estables, però els negres, semblants als senglars, pasturaven als boscos alimentant-se de garrofes, prunes, glans i pomes silvestres.

#### Agricultura

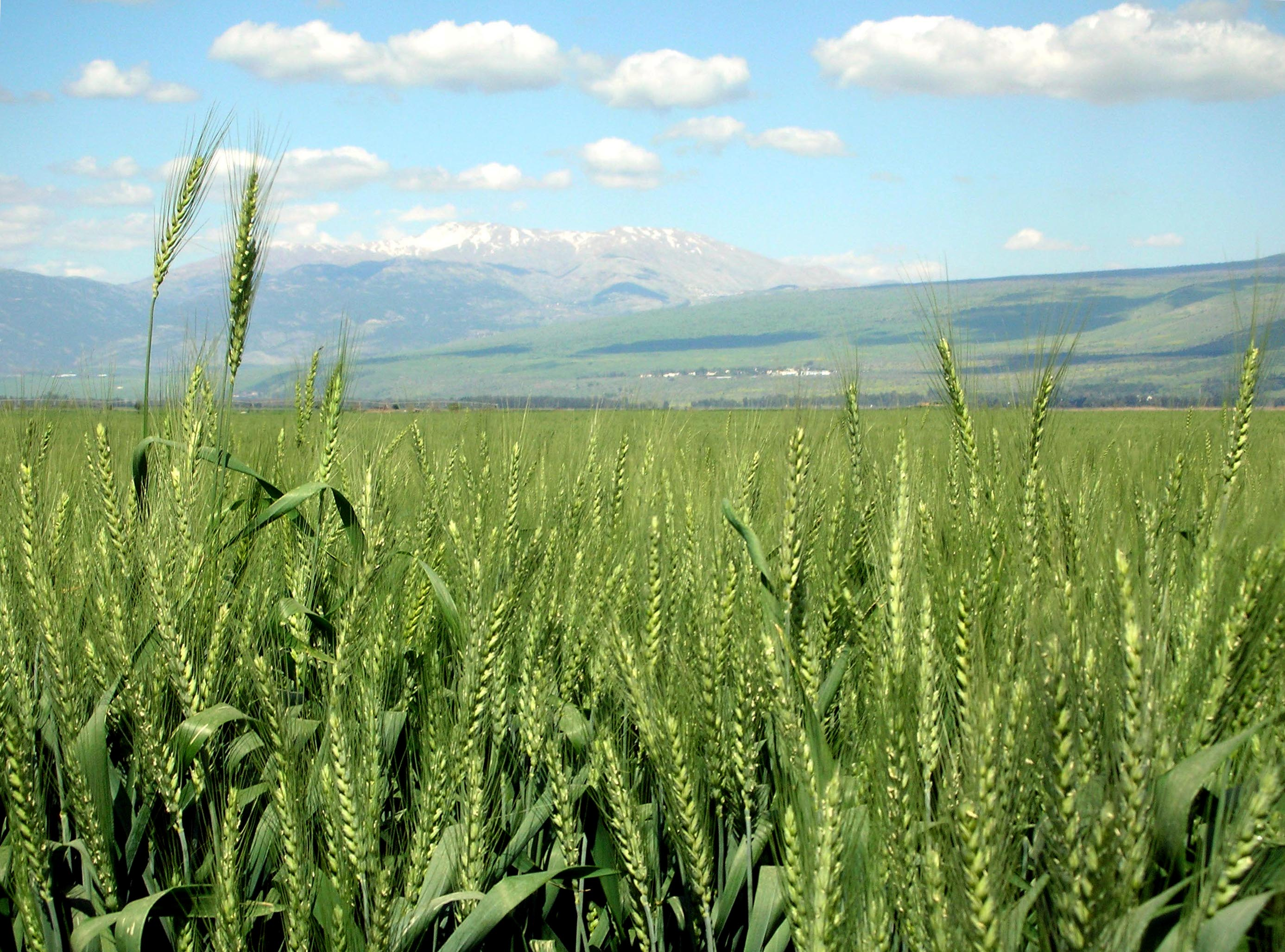
Conreu de blat

Les terres agrícoles eren encerclades amb oms, pins o xiprers, mentre que els prats i vergers eren assetjats amb tanques, estaques, fossats o murs de pedra, totxana o ciment. Els esclaus podien descansar en els dies festius i en els de pluja (entre 60 i 80 a l'any aproximadament) i després de la sembra, a l'hivern (uns 30 dies). Sovint els propietaris es prestaven els esclaus per ajudar-se desinteressadament o per un salari convingut. Rarament es contractava a treballadors estrangers llevat del temps de la sega que es necessitava més gent. Llavors es contractaven segadors als quals es pagava amb una part de la collita recollida. Hi havia fins i tot qui acudia a les collites amb els seus esclaus. Altres vegades l'amo venia la collita abans de recollir-la i el comprador feia la recol·lecció. Moltes vegades els amos posaven la collita en mans de Publicans. S'usaven la pala, l'aixada, el pic, el rul·lo, la falç, la forca i altres eines. La feina era realitzat en gran part per esclaus (familia rustica) encapçalats per un capatàs (vilicus) que cobrava i pagava, comprava i venia, exercia la inspecció, i en absència de l'amo també castigava.
Els conreus més comuns eren els cereals, l'olivera, que es plantava enmig dels sembrats i la vinya cobrint els vessants dels turons entre les que no se sembrava. La sembra es feia a la tardor i excepcionalment en primavera. Es practicaven els regs i l'abonat amb fem, margues i vegetals, calç, argila i sorra; els prats naturals eren aprofitats i se'ls millorava amb regs artificials. Com arbres fruiters estaven les figueres, les pereres, les pomeres, el cirerer, l'albercoc, el taronger i el llimoner. Els arbres s'usaven per fusta de construcció.
En els dominis agrícoles s'usava un bou per cada 10 hectàrees aproximadament, que tiraven de l'arada romana. L'ase s'utilitzava preferentment en el transport (fem, llavors, productes…) i per moure les rodes dels molins de farina. Es disposava de vaques de les quals per la producció de llet. El cavall era per l'ús personal del propietari o es criava per vendre'l. S'usaven uns dos bous cada vint-i-cinc hectàrees. En els dominis agrícoles s'usava un bou per cada 10 hectàrees aproximadament, i un ase per cada 15 hectàrees.

### Els petits dominis
En la petita propietat es reproduïa la situació dels grans dominis, però el cultiu anava a càrrec exclusivament del propietari i de la seva família, i sols com a excepció treballen esclaus. Les quantitats d'animals i productes eren, en conseqüència, menors. Si la propietat era diminuta es cultivava amb aixada, com un petit hort o jardí. El cultiu més estès eren els cereals, però el més productiu seguia sent la vinya, seguint després les hortalisses, l'olivera, i els productes derivats de la ramaderia. El cultiu menys rendible eren els cereals.

### Les ciutats
L'economia ciutadana estava basada en els gremis d'activitat, i entre ells els nous gremis dels joiers, obrers de la seda, obrers del lli, obrers de la púrpura, perfumistes, saboners, cerers, adobadors, carnissers, peixaters, forners i altres.

### El comerç

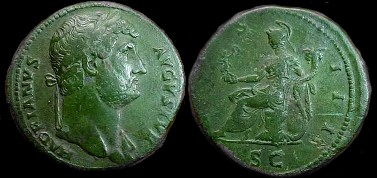
Un sesterci d'Hadrià

El comerç era molt intens. A principis de l'imperi el port egipci de Myoshormes, va rebre mercaderies romanes per cinc milions de sestercis. L'Escítia servia de trànsit per les mercaderies de l'Índia (seda, bàlsams i pedres precioses); de Germània arribaven l'ambre i pedres precioses; d'Ístria i Rècia procedia el vi dolç i aromàtic; d'Il·líria, les pells i bestiar; de Nórica el ferro; de les Gàl·lies, cabres, cavalls, llana i or; dels Pirineus, teles i draps; d'Hispània, plata, mel, alum, cera, safrà, peix, blat, cànem i lli; de Britànnia, estany i plom; de Grècia, coure, mel, llanes, púrpures i oli; d'Àsia Menor, ferro, fusta, goma i llanes; d'Aràbia, mirra, canyella, arbres olorosos i encens; de Pèrsia i Síria, seda i pells; de Tir, púrpura; d'Etiòpia, perfums, marfil, cotó i feres.
Amb Claudi es va iniciar la concessió de monopolis comercials, que van fer augmentar el preu dels productes obligant a fixar el seu preu màxim per llei. Posat cas que algun monopolista retirés el producte de la circulació (augmentant el seu preu) el monopoli passava a un altre comerciant. La concessió de monopolis va ser freqüent en tota l'època imperial.

## Justícia romana
L'emperador tenia atribucions judicials, juntament amb els pretors i els seus llegats, i en les ciutats confederades els magistrats locals, quan els havia, o si no n'hi havia als governadors provincials (que tenien atribuït impartir justícia) o els seus llegats. Els pretors instruïen el procés i un jutge jurat (Iudex) decidia. Els magistrats definien el punt del drets (ius) però la seva aplicació (judicium) corresponia a altres ciutadans (jutges integrats en la decurias judicials). Un magistrat especial de Policia anomenat edil exercia la potestat sobre litigis relatius a compres i vendes en mercats públics, i la seva jurisdicció s'estenia també a altres qüestions d'ordre que podien ser sancionades amb multes. Per les classes més baixes, i per certs delictes menors, existien els triunviri o jutges nocturns (Tres viri nocturni) i altres magistrats del grup anomenat dels vigintisexvir, que per desaparició d'algunes de les seves magistratures s'havia convertit en els vigintivir, que assumien també funcions administratives. Per les causes civils menors en diversos municipis existien els anomenats jutges menors.
Molts emperadors es van arrogar el consolat, el poder tribunici i facultats d'altres magistratures, entre elles la censura (que estava dotada de nou de les atribucions republicanes i especialment la designació de Senadors). Els poders consulars van passar doncs, als emperadors, que exercien virtualment com dictadors. Per assessorar a l'emperador en els assumptes polítics es va instituir el Consilium princeps.
Els pretors, que van augmentar fins a 16, conservant les seves atribucions i exercien a més el comandament a províncies. El pretor peregrí va haver de desaparèixer després de la concessió universal de ciutadania de Caracal·la. Els censors també van conservar les seves funcions encara que van perdre la designació de senadors que pas a un triumvirat especial, però Claudi els reintegrà aquesta atribució que van conservar algun temps (Domicià les va assumir ell mateix). El poder tribunici, ja en decadència, passà també als emperadors encara que es van seguir nomenant tribuns amb poders locals.
La magistratura dels tribuns militars va perdre importància al passar el comandament de la legió a llegats imperials, encara que van seguir existint amb un comandament però reduït.
El prefecte de l'urbs va assumir algunes funcions d'ajuda a l'emperador (per exemple respondre a les queixes dels súbdits) però va perdre les seves antigues funcions. Els qüestors (llevat del qüestor principal) van ser posats sota dependència del Prefecte de l'Urbs. Els edils (es van crear diverses magistratures d'edils) i els tribuns (quan es van nomenar) van assumir funcions municipals d'administració de Roma. Van sorgir noves magistratures: el prefecte de l'annona, el prefecte del pretori, i altres edils municipals especialitzats.
Amb Hadrià es va iniciar l'experiència de nomenar quatre jutges suprems per damunt dels jutges locals. El seu successor Antoní Pius va suprimir a aquests jutges, però van ser instaurats de nous en temps de Marc Aureli.
- jurisdicció ordinària. La justícia romana es canalitzava mitjançant la jurisdicció ordinària (Ordo judiciorum) per casos civils i alguns criminals (i exclosos els relatius a accions contra l'Estat). La majoria de les magistratures republicanes van seguir existint sota l'imperi. La durada de les magistratures majors va ser sovint vitalícia i no es requeria cap període intermedi entre dos exercicis. Diversos emperadors van practicar la venda de les magistratures i d'absolucions amb finalitat d'aconseguir una major recaptació per al Tresor Públic.

- jurisdicció extraordinària. Existia també el procediment extraordinari, que se seguia en certes causes civils i criminals més importants, en les quals en lloc de decidir el Iudex decidia un Jurat. Presidia el judici generalment un pretor. Aquest procediment era utilitzada per les comissions especials temporals i permanents pels casos de concussió (Repetundarum) en l'administració provincial, assassinat (Desicariis) i enverinament (Veneficiis) i probablement corrupció d'àmbit electoral i altres crims. En diversos períodes van existir comissions per altres crims. Les comissions estaven formades pels membres del Senat o per cavallers, o per ambdós.

- tribunal dels 105. Un tercer àmbit d'actuació de la Justícia era El Tribunal dels 105 o dels centuvirs (Centumviralia Judicia) que instruïa processos que jugava la propietat (actiones in rem o reivindicationes) i que era anomenat tribunal de la llança (Asta Centum vix ales) per la llança clavada davant els Jutges.

- tribunal dels ducenaris. Un quart tribunal era el dels Ducenaris, creat per August, i que s'encarregava de judicis d'importància mitjana.

- cinquena decúria. Finalment des de Cal·lígula, es creà una cinquena decúria judicial.

## Religió

### Politeisme
La mitologia romana representa el conjunt de déus i creences de procedència diversa que integraven el pensament religiós a l'antiga Roma. Inicialment consistia en la creença en una sèrie de déus amb funcions específiques, i clergues associats, però sense les narracions llegendàries característiques de la mitologia grega. Els més venerats eren Júpiter, Minerva i Juno. En honor d'ells construïen temples i oferien sacrificis d'animals. L'emperador era adorat com un déu i a tot l'Imperi es practicava el culte imperial.
Els romans també veneraven, a casa, els déus protectors de la llar i de la família: a cada casa hi havia un altar dedicat a aquests déus. A més, els romans eren molt supersticiosos i, abans de prendre una decisió, consultaven la voluntat dels déus, expressada per mitjà dels oracles.

#### Les festes religioses

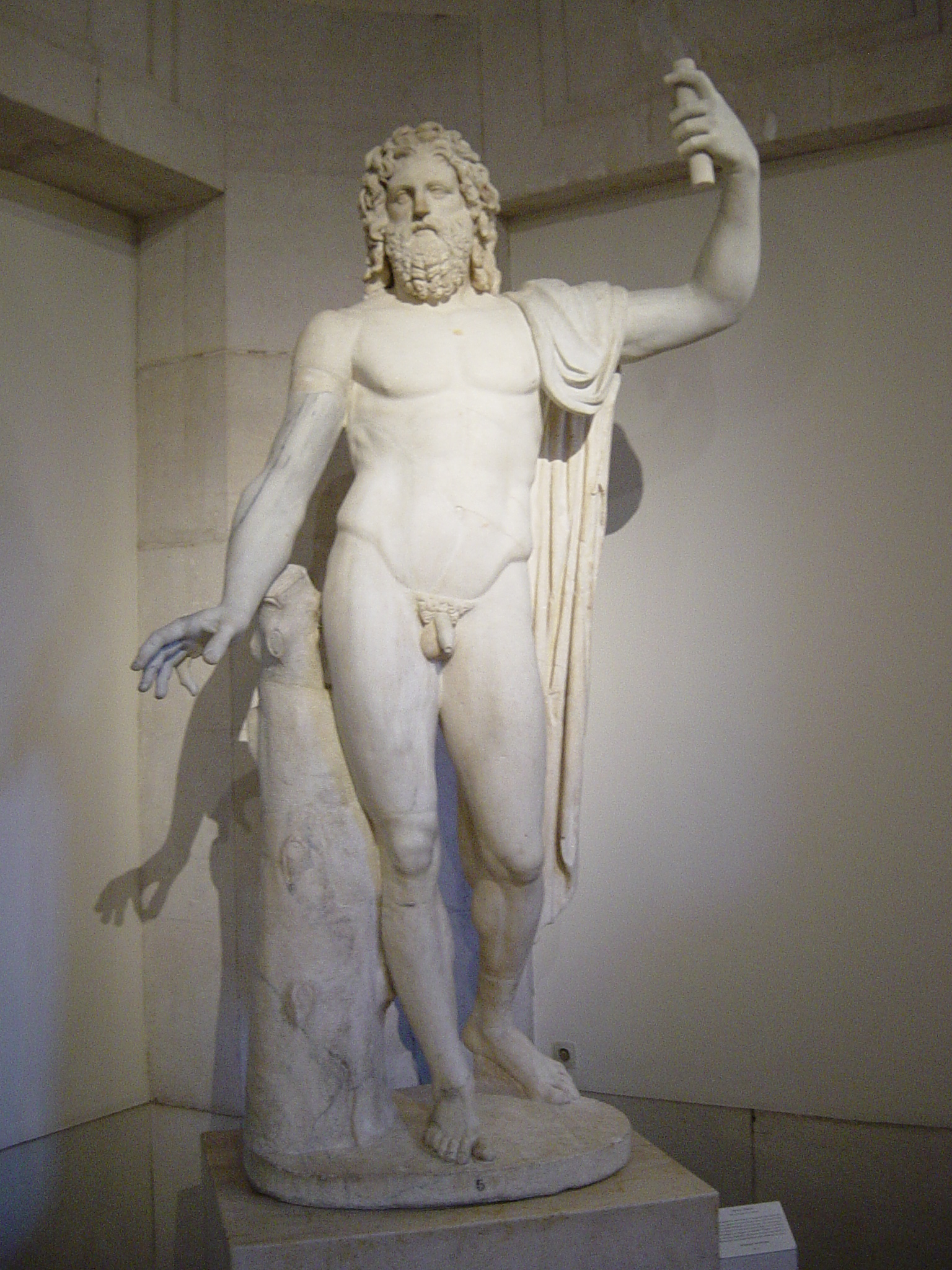
Estàtua de Júpiter (Museo del Prado, Madrid).

El calendari religiós romà reflectia l'hospitalitat de Roma davant dels cultes i divinitats dels territoris conquerits. Originalment eren poques les festivitats religioses romanes. Algunes de les més antigues varen sobreviure fins a final de l'imperi pagà: preservaven la memòria de la fertilitat i els ritus propiciatoris d'un primitiu poble agrícola. Malgrat això, es van introduir noves festes que van assenyalar l'assimilació dels nous deus. Van arribar a incorporar-se tantes festes que els dies festius eren més nombrosos que els feiners.
Existien diverses organitzacions religioses per cada divinitat, amb els seus corresponents sacerdots. Amb el pas dels anys nous déus s'uneixen al culte romà. Entre les festes religioses romanes més importants figuraven les Saturnals, les Lupercals, les Equirria i els Jocs Seculars.
Es va popularitzar extraordinàriament el culte als Genius (força divina engendradora d'abundància, alegria i prosperitat), car s'adaptava a les diverses col·lectivitats i va ser una manera de culte als emperadors. Havia genis propis per les ciutats, colònies, municipis, gremis, classes, comunitats, pobles, aldees, castes (esclaus, lliberts), oficis i professions, i fins a de carrers, places, fonts, portes, etc. Al principi de cada menjar es feien libacions pel Genius de l'emperador, i va transcendir a nivells populars el jurament pel genius de l'emperador o per la divinitat (Numen). En aquesta època els emperadors es van convertir en déus, i fins i tot en parents de déus
Durant les Festes dels Jocs Seculars es realitzaven tant espectacles atlètics com sacrificis. La tradició deia que s'havien de celebrar un cop cada saeculum (segle), per assenyalar el començament d'un de nou, però en realitat se'n feien més.

#### Rituals funeraris
Els romans varen practicar, indistintament, durant tota la seva història, dos rituals d'enterrament, o rituals funeraris: la inhumació o la incineració. Els mites grecs que presentaven Hades (conegut també per Plutó) com el déu que exercia el poder sobre els morts al món subterrani eren coneguts pels romans, però només tardanament foren assumits per un petit sector de l'oligarquia.
Els primitius déus manes es mantingueren fins a la consolidació del cristianisme com els déus d'ultratomba. Els manes eren les ànimes dels difunts. El temor als déus manes es traduïa en la dedicació d'ofrenes anuals de flors, llet, vi i mel en les festes Parentalia del 21 de febrer.
Rituals semblants tenien ocasió durant el Novenarium que seguia tots els enterraments. Existia la creença que els dies de mitjans del mes de maig era un temps en què els fantasmes dels morts es trobaven especialment insatisfets. El pare de família, les nits del 9, 11 i 13 de maig, havia de recórrer la casa pronunciant conjurs per foragitar-los. El lloc on hi havia dipositat un cadàver era propietat dels déus Manes i tenia caràcter religiós.

#### Temples i santuaris

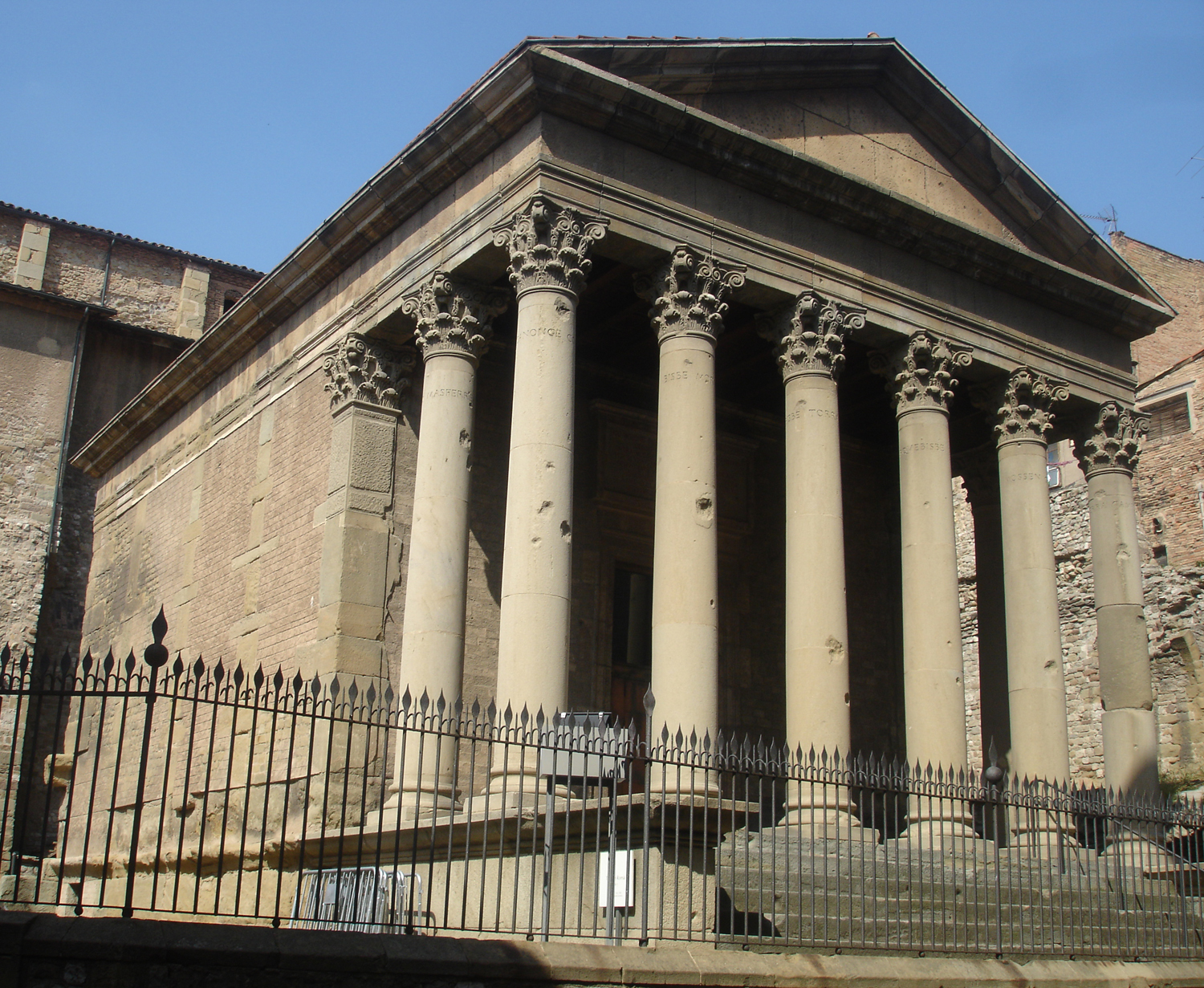
Temple romà de Vic (Osona)

El temple romà és la morada inviolable del déu al qual està consagrat. Només els sacerdots tenen accés al santuari. L'altar, on s'ofereixen els sacrificis, està sempre davant de l'entrada. A l'interior només hi ha l'estàtua del déu, al voltant de la qual els sacerdots dipositen les ofrenes dels devots. Generalment només tenen columnes a la façana davantera i són de planta rectangular. El temple més important era el de la triada capitolina (Júpiter, Juno, Minerva) al Capitoli. Tenia un magnífic pòrtic amb tres fileres de sis columnes cadascuna. L'única estàtua humana que el Senat permeté posar al Capitoli fou la d'Escipió l'Africà.
En època d'August en endavant, l'ordre corinti serà l'únic utilitzat per sustentar, mentre que el jònic i el dòric només per decorar.
Els oracles, d'origen oriental, van ser populars a Roma. Al principi de l'imperi estava en decadència l'oracle de Ammon a Egipte, gaudint de més predicament els oracles de les Sibil·les de Roma. August va ordenar la confiscació dels llibres Sibil·lins, molts dels quals eren còpies partidistes que interpretaven els oracles a favor d'una tendència determinada. Amb major o menor acceptació van persistir durant tot l'imperi. Amb l'emperador Vitel·li van ser expulsats d'Itàlia, però no cal dubtar que van tornar o no van arribar a sortir.

### Les religions orientals
La superficialitat del culte, que no cobria els desitjos populars de devoció, purificació, expiació, unió a la divinitat i misticisme en general, va motivar un espectacular creixement de les religions orientals: Judaisme, creences egípcies (Isis i Osiris sobretot), les creences de l'Àsia Menor com Cíbele, Bel·lona i Atis (el déu pastor de Frígia que simbolitza la mort i la resurrecció) i el culte a Mitra (d'origen persa, déu de la veritat i de l'amistat, assimilat després al Sol).

### Cristianisme a l'Imperi Romà
Les principals característiques del cristianisme en els seus temps primitius són la seva ferma creença en el monoteisme, la igualtat entre els homes i la ferma negació de qualsevol altre déu. En aquest context és fàcil entendre que els successius emperadors romans, per tal d'eliminar aquesta amenaça a la unitat religiosa de l'Imperi basada en el culte a l'emperador i en el respecte a les religions dels pobles conquerits, van decretar ferotges persecucions als cristians mitjançant diversos mètodes: prohibició de la conversió al cristianisme (Septimí Sever), dirigir-se contra els seus líders o persecucions generals (Deci i altres). Tanmateix, el cristianisme es va estendre ràpidament a causa que es desautoritzava el servei a l'exèrcit, factor clau en la potència militar de molts exèrcits, predicava la pau i no permetia el combat, i això atreia moltes capes de la població donades les nombroses guerres civils que va haver-hi a partir del segle iii.
Amb l'ascens al poder de Constantí, per tal de tornar a compondre la unitat religiosa de l'imperi, el cristianisme es va convertir en la religió oficial i va portar com a conseqüències que les lluites de gladiadors van ser abolides per Constantí, i els condemnats ja no eren llançats a les feres sinó obligats a treballar en les mines de l'Estat, amb el que s'obtenia mà d'obra barata. Altres lleis de Constantí van restringir el divorci i van castigar molt severament el rapte, va protegir els pupils tutelats, va estendre el dret d'herència matern i l'ús dels codicils, va establir penes pels que provoquessin litigis sense fonament i va introduir en els plets el jurament dels testimonis. Les penes de crucifixió i de marcatge del front van ser suprimides. Va prohibir l'embargament d'animals o eines de conreu per deutes fiscals, cosa que va contribuir al desenvolupament agrícola i va dispensar els pagesos dels serveis personals en temps de recollida de les collites cosa que va permetre augmentar la mida de les collites cada any.

## Societat
Les classes socials es dividien en dos grans grups: conformaven el grup dels divites (rics) o honestiores o potens, enfront dels humiliores o plebei o populum considerats els pauperes (pobres). Tanmateix, progressivament aquestes classes, fins i tot mantenint-se, ja no ho van ser per naixement, sinó per raó de l'ofici i l'activitat.

### Divites

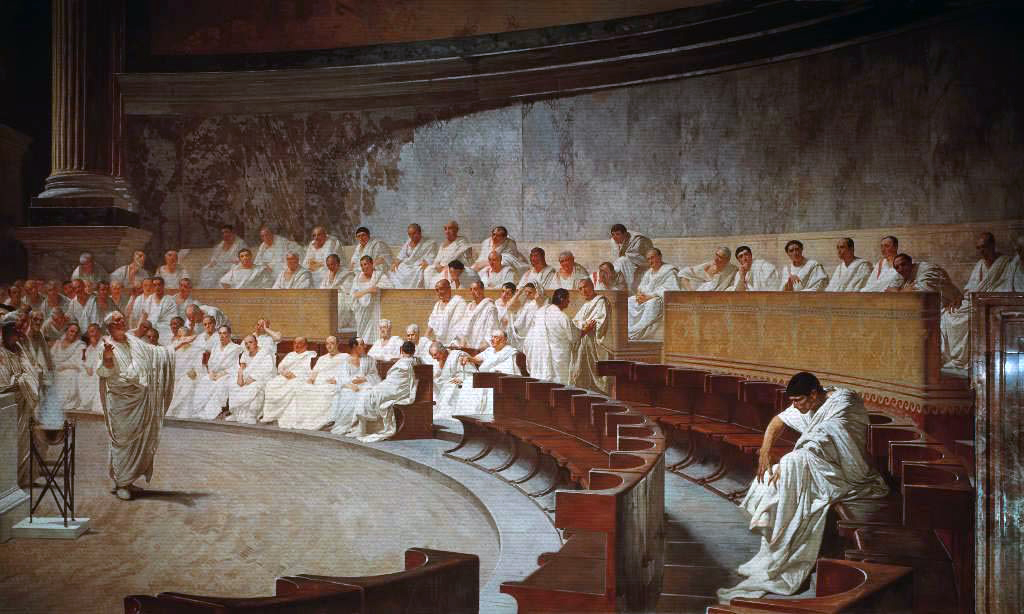
Ciceró al Senat, per Cesare Maccari.

- Senatorials . La més alta noblesa estava composta pels Senatorials, que no necessàriament havien de ser senadors. Alguns no procedien de famílies de ranci llinatge però el criteri es basava estrictament en la seva fortuna. Els Senatorials van rebre el títol de Clarissimus vir. Tanmateix, al costat d'ells poden considerar-se com a integrants de la nobilitas els que havien exercit alguna magistratura, fins i tot no pertanyent a l'ordre senatorial.

- Cavallers . Per ostentar la condició de cavaller calia ser un home lliure, de família lliure almenys durant dues generacions, i posseir un capital d'almenys quatre-cents mil sestercis. Havien accedit a aquesta classe els comerciants rics i molts intermediaris (Publicani). El seu ingrés en la classe es feia mitjançant designació per un triumvirat o sota influència de l'emperador. Cal·lígula va revisar les llistes de cavallers i en va eliminar molts membres, però amb altres emperadors la classe eqüestre es va veure incrementada amb nombroses persones.

- Honestiores. A la classe dels honestiores s'hi accedia per naixement o per promoció, sobretot a través de l'exèrcit. La classe més alta dels honestiores, que constituïa una espècie d'aristocràcia entroncada amb l'antiga classe senatorial havia anat desapareixent al llarg el segle iii per donar pas a una fornada sorgida de famílies enriquides procedents de l'antiga classe dels cavallers i alguns supervivents de la classe senatorial. Aquesta classe va ser delmada en la segona meitat del Segle III.

- Potents. Els honestiores van donar pas a una classe latifundista (Potents) sorgida dels alts càrrecs militars i polítics i els supervivents de l'antiga classe més alta, juntament amb alguns enriquits durant els conflictes del Segle III, sorgits de la classe alta de les ciutats (homines novi o clarissimi novi). Tots aquests honestiores o potens (el títol de senadors no es va perdre) tenien normalment el títol de vir clarissimi i van ser adquirint privilegis considerables: exempció d'impostos locals, possessió d'organismes judicials propis, no pertinença a la Cúria i altres. El procés de formació d'aquesta nova classe formada per les restes de la vella aristocràcia agrària (Senadors), la noblesa militar i administrativa posseïdora de terres, i famílies de l'ordre eqüestre enriquides (homines novi), que en el llenguatge usual de l'època es va designar com potents, va abraçar tot el segle iv.

### Humiliores
Els humiliores eren les capes més humils de la població romana. Lliures al camp, eren petits pagesos amb propietats no rendibles en els camps, o que cultivaven les terres d'altres com jornalers o colons, i vivien en cabanes conjuntes o disseminades; els propietaris independents eren poc nombrosos i molts treballaven terres alienes. Els colons havien de treballar i donar serveis a l'amo de les terres, que podia acomiadar-los i fuetejar-los.
Els humiliores lliures a la ciutat exercien diversos oficis: fusters, treballadors del cuir, forjadors de metalls, teixidors de cotó o llana, vidriers, marbristes, treballadors de la cera, terrissaires, escrivents, treballadors de metalls, argenters, bataners, fabricants de vestits, de calçat, moliners, forners, tenyidors, venedors de tota classe de productes, paletes, pintors, i altres oficis.
Els esclaus ocupaven l'últim esglaó social, i es dividien en domèstics (a les ciutats) i agrícoles (al camp). La seva manera de vida no havia canviat molt des de l'època republicana, amb l'excepció d'alguns edictes imperials a ells referits (per evitar morts i maltractaments excessius) que van alleugerir una mica la seva sort.

## Vida social
Malgrat combatre's aïlladament, el luxe i el refinament van avançar durant l'imperi. L'emperador dictava les modes i allò que adoptaven els líders suprems era secundat ràpidament pel poble, però la moda era efímera i acabava amb el canvi de sobirà. Alguns lliberts van arribar a una posició preeminent, gràcies al favor que els van dispensar alguns emperadors, el fast i la riquesa desplegada per les classes altes romanes s'assemblava al desplegat a l'Orient. Els banquets van seguir creixent en luxe, i s'acompanyaven de recitals de poesia, balls, actuacions de mims, representacions teatrals, cors i actuacions musicals.
Les visites socials consumien part del temps dels romans: els natalicis, els condols, les visites als malalts, assistència a processos i altres actes públics, etc. Els subjectes que ocupaven tot el seu temps en aquests actes van arribar a constituir una verdadera casta a Roma (essent anomenats ardelliones) però no van proliferar a les altres ciutats. També va ser corrent la dedicació a captar una herència (els que ho intentaven no sempre ho aconseguien). Les reunions socials habituals (a places, termes, temples, biblioteques, tendes, barberies, etc.) no van minvar durant l'imperi. A la tarda era costum passejar per les avingudes plantades d'arbres, o en els pòrtics decorats amb estàtues.
Durant tota l'època imperial els viatges eren molt freqüents. Des de províncies s'acudia a Roma per assistir als jocs, o per altres activitats. També es visitaven totes les províncies de l'imperi. Contribuïen a això la facilitat per trobar carruatges o mitjans de transports, els bons camins, la freqüència de mansions o posades, i la pau general (els viatges podien suposar incomoditats però no eren excessivament perillosos). Motius dels viatges eren el comerç, la curiositat, la salut, les visites socials, els negocis, i altres. L'opinió popular s'expressava en les demostracions del públic en els espectacles, en cites dels actors, i en pasquins. Les notícies que circulaven eren sovint rumors fantasiosos o notícies certes però exagerades.

### Canvis de costums socials[calcitació]
Era costum besar-se cada dia (el que va ser prohibit per Tiberi, probablement sense gaire èxit). Estava molt estesa també el costum dels regals al començament de l'any i a vegades es feien quan ja passaven molts dies de les calendes de gener. Tiberi va limitar els regals a la primera secció (Calendes) de gener.
Les joves, quan es casaven, ho feien a una edat primerenca, i la seva educació domèstica continuava sent el coneixement del teixit i el filat. Les dones de classe alta acudien a classes de literatura, retòrica, dansa, i altres arts. Posseïen la plena administració dels seus béns i feien valer la seva autoritat. Durant l'època imperial van ser freqüents els escàndols de grans dames, amb divorcis i relliscades notables. La dona freqüentava els espectacles i els festins; practicaven esports i activitats artístiques.
Va seguir descendint la natalitat i el matrimoni i es va estendre l'homosexualisme. En acabar els negocis i abans del menjar principal, es procedia al bany quotidià a les termes, reunint-se amb aquesta finalitat centenars d'homes en les edificacions destinades a tal efecte.

### El vestuari

La toga era el vestuari dels ciutadans romans.

L'ús de la túnica sobre la toga es va generalitzar, i van sorgir diversos tipus de túnica (camisa de poca amplada amb mànegues curtes i sostinguda per un cenyidor, estant cosit el tancament de l'espatlla):
- La Laticlavae, menys ajustada i més llarga.
- La vesta o distincta o talaris, fins als peus.
- La Manicata, amb mànegues.
- La Fimbriata, amb mànegues i ornaments o franges.
- Les Picta i Palmata, segurament decorades amb vegetals.
- La Dalmatica, apareguda amb l'emperador Commode, que era ampla i fins a sota dels genolls i amb mànegues amples fins als canells. El seu ús es va fer general.
- La Paraganda, similar a l'anterior però sense mànegues.
- La Llitera o Túnica dels Camils, amb mànegues llargues i folgades i falda pronunciada.

Les matrones romanes tapaven la seva túnica amb un vestit que les cobria completament denominat stola, i un vestit anomenat palla, però progressivament van adoptar el vestit grec. Les dones del poble vestien la túnica i a sobre un mantell o un vestit anomenat Supparum. El lli va suplantar a la llana. Les robes interiors es feien de cotó o de seda.

## Medicina

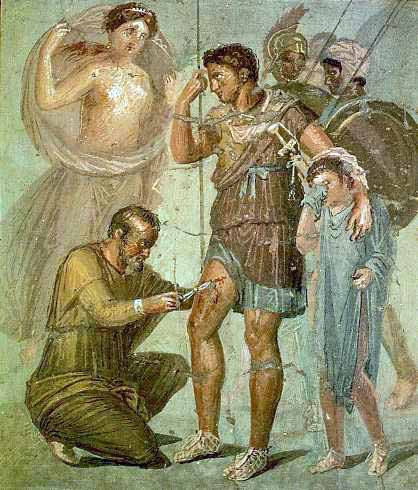
Soldat romà traient una fletxa de la cama d'un company de milícia amb un parell de pinces

La medicina a l'antiga Roma combinava diverses tècniques utilitzant diferents eines. Hi va haver una forta influència grega en la medicina romana, amb metges grecs incloent-hi Dioscòrides Pedaci i Galè que treballaren i escrigueren sobre medicina a l'Imperi Romà, amb el coneixement de centenars d'herbes medicinals i altres.
L'antiga medicina romana antiga es divideix en especialitats com ara oftalmologia i urologia. Es duien a terme una gran varietat de procediments quirúrgics utilitzant molts instruments diferents, incloent-hi fòrceps, bisturís i catèters.
L'Imperi Romà fou una combinació complexa i vigorosa dels elements culturals grecs i romans forjats al llarg de segles de guerra. Posteriorment, diversos autors llatins, en particular Cató i Plini cregueren en un tipus concret romà de curació basat en herbes, cants, oracions i encanteris de fàcil accés a qualsevol cap de família. No va ser sinó fins a l'establiment i desenvolupament de contactes militars i polítics amb Grècia que la medicina grega va fer la seva entrada a Itàlia. No obstant això, no va ser sinó fins a la introducció del déu sanador Asclepi el 291 aC i de l'arribada del metge grec Arcàgat el 219 aC que la medicina forana fou públicament acceptada.
Deixant de banda algunes de les implicacions més àmplies de la influència grega en la societat romana, l'efecte de la medicina grega, l'etnografia i la meteorologia fou particularment pertinent en dos camps: l'arquitectura i la cura de la salut. Això va ser particularment important des del punt de vista de l'exèrcit romà. Dins de l'àmbit dels militars romans, hi va haver molts avenços mèdics. Es va establir un corpus mèdic, es van fixar metges permanents, es va establir el valetudinarium (hospitals militars), i en temps de Cèsar, es van crear els primers vestigis de l'atenció sistemàtica dels ferits; també és important tenir en compte que la varietat i la naturalesa dels instruments quirúrgics descoberts en restes romanes indiquen un bon coneixement de la cirurgia.

## Festes romanes

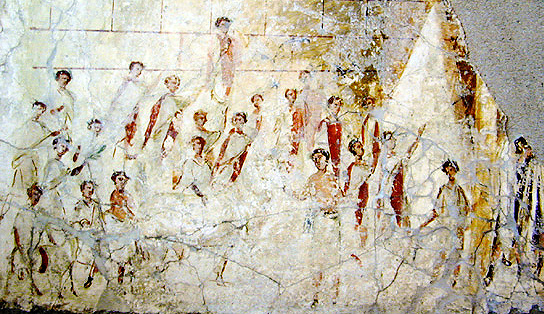
Pintura mural representant una colla d'homes vestits amb la toga pretexta i participant en el que sembla la festa de la Compitalia

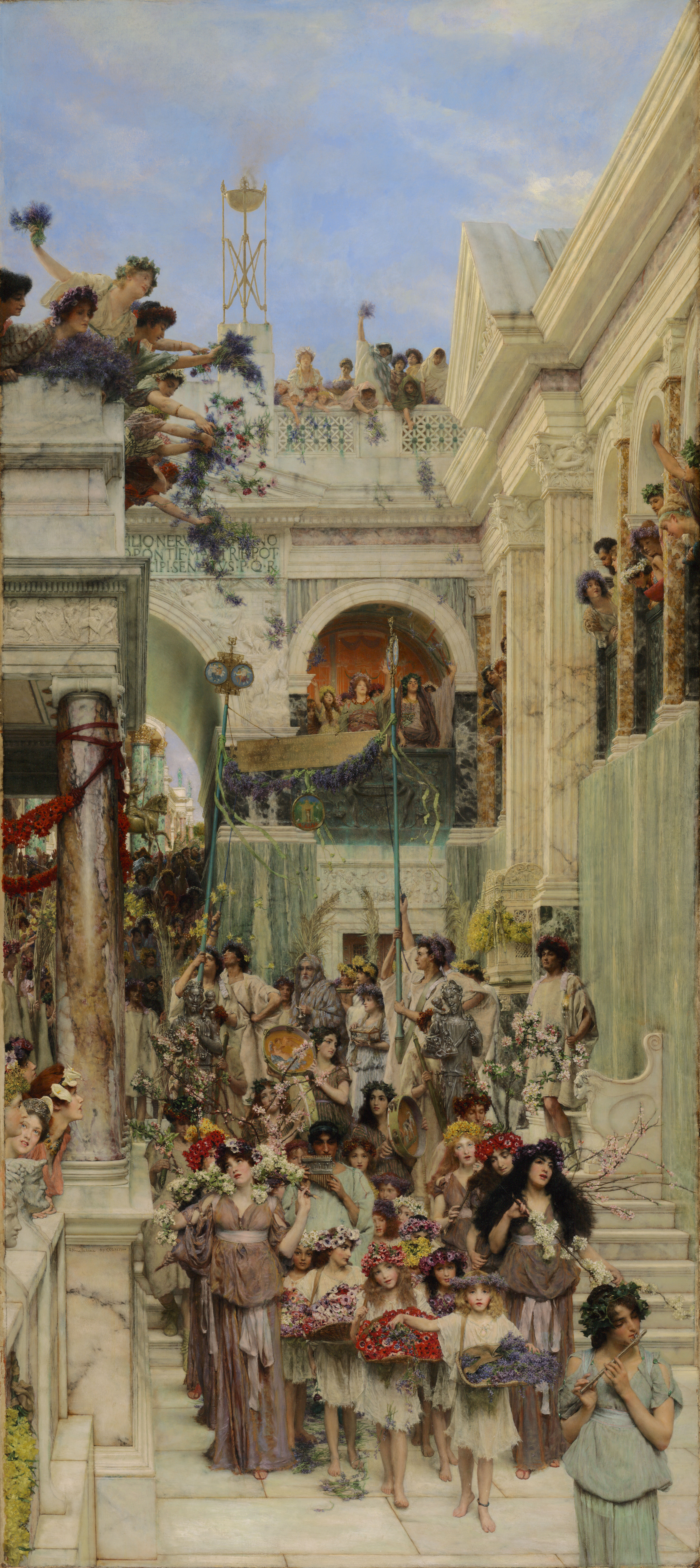
Representació de la Cereàlia, obra de Lawrence Alma-Tadema (1894)

A Roma se celebraven moltes i diverses festivitats. La majoria estaven dedicades a alguna divinitat, encara que l'objectiu d'algunes era també servir d'esbargiment a la població o celebrar una victòria.
Entre les més destacades estaven: la Lupercalia, la festa d'Hèrcules, la de Júpiter Capitolí. Altres festes importants eren: la Compitàlia, les festes en honor de Mart i la Vinalia. Durant l'època imperial les preferides pels romans eren les que incloïen jocs esportius anomenats ludi.

La principal font d'informació sobre aquest tema és un llibre d'Ovidi (43 aC- 17 aC) titulat Fasti, que es podria traduir per El calendari romà.

### Tipus de festes
Hi havia tres tipus de dies festius:
- Els Stativae, que eren dies prefixats al calendari i corresponien a festes de celebració annual.
- Els Conceptivae, que eren festes anuals sense dia fix (com passa amb la Pasqua del calendari cristià), la data de la celebració era anunciada pels sacerdots uns dies abans.
- Els Imperativae, eren celebracions especials, dies festius d'obligat compliment (del verb imperare, manar) designats pels governants per expiar un problema en concret amb els déus, o també, per a celebrar victòries.[14]

Entre les del primer tipus estava la Sementivae, també coneguda amb el nom de Pagnalia, perquè la celebraven els pagi coincidint amb l'inici de la sembra.
Entre les del segon tipus estaven:
La festa de Mart se celebrava de l'1 al 23 de març; la festa de la deessa Tellus o el de la deessa dels camps sembrats que era el 15 d'abril i es deia Fordicidia. El 19 d'abril eren les festes de Ceres Cerealia i el 21 d'abril era la festa de la Parilia, dedicada al déu dels ramats Pales.
Altres festes de data fixa eren les Vinalia (23 d'abril), Les Robigalia (25 d'abril), les Saturnalia (17 de desembre), les Compitalia.
Algunes festes sembla que hagin perviscut en el temps, com ara la Saturae, una festa de màscares semblant als actuals carnavals, en què es feia una desfilada amb música de flautes (tibia) o també podem trobar semblances entre l'actual festa de Nadal i la Saturnalia
Algunes festes estaven relacionades directament o indirecta amb els morts, per exemple l'anomenada festa dels Ragis.
Hi havia uns dies anomenats dies sacrificae, que no afectaven la població en general sinó només els sacerdots, els quals havien de sacrificar als déus un animal en un lloc públic. Altres festes, com el Lectisternium, d'origen grec, implicaven oferir un abundant banquet.

## Teatre

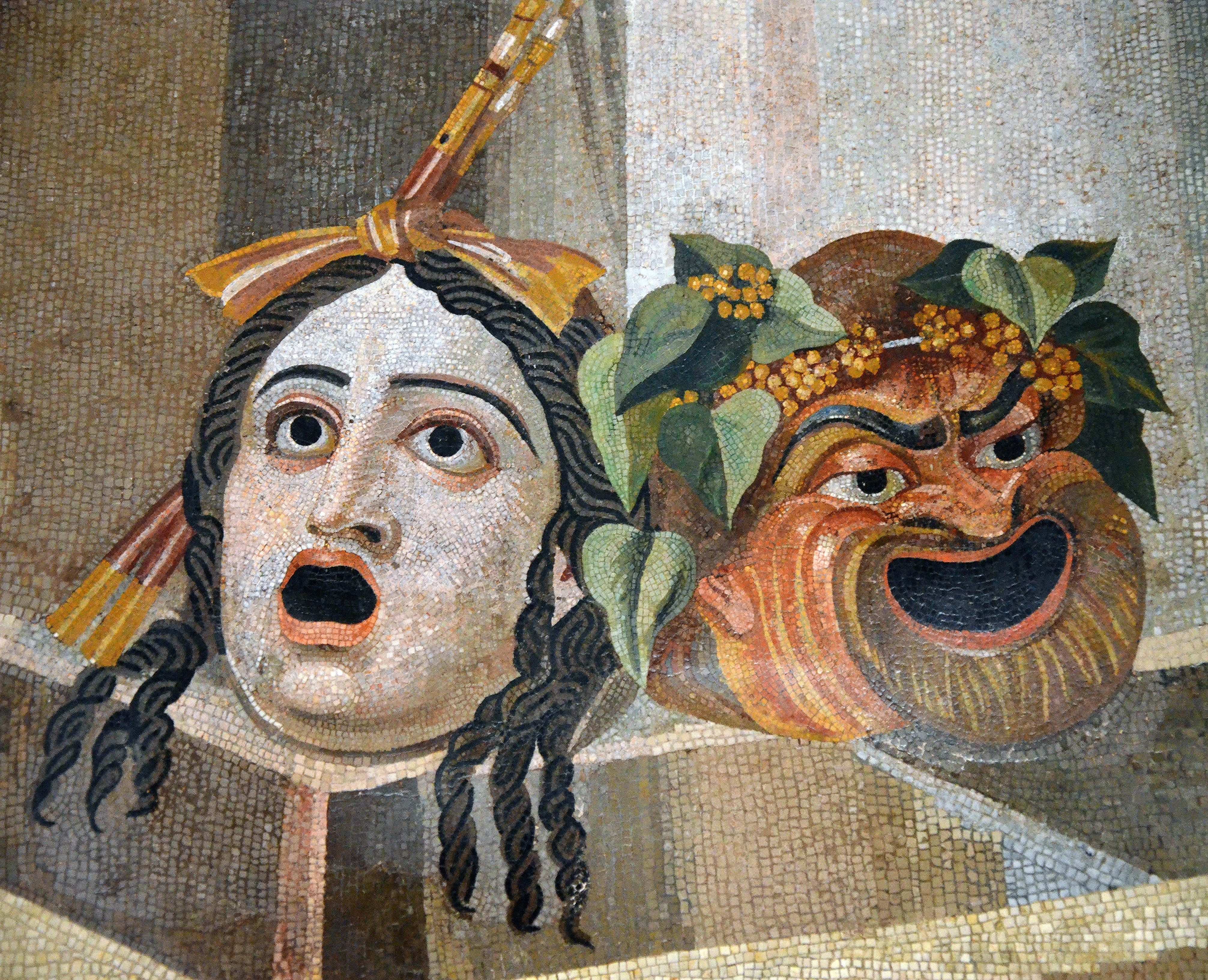
Mosaic romà del amb la representació de les màscares tràgica i còmica (Roma, Museus Capitolins)

El teatre llatí és el teatre que es feia a l'antiga Roma, incloent-hi textos, música, escenografia, indumentària i costums, representat en llengua llatina. Alguns dramaturgs romans cèlebres van ser Plaute, Terenci i Sèneca, tot i que també destaquen, per exemple, Fabi Dossè, Luci Atti i Titini. Algunes obres són encara ben conegudes, com el Truculent, de Plaute, o nombroses tragèdies de Luci Atti, com Medea o Les troianes, algunes d'elles sobretot gràcies a nombroses adaptacions (de teatre, cinema, òpera, dansa, etc.) d'autors posteriors.
Al contrari dels grecs, pels romans la funció del teatre va passar de ser una forma de formació, filosofia o crítica social, a prendre-hi importància l'entreteniment i l'espectacle per si mateix. La comèdia era extremadament popular, però també es feien tragèdies i altres gèneres pel gust de gaudir d'altres emocions. Es van crear companyies de teatre professionals formades per grups d'actors que feien gires per diverses províncies.

## Gladiadors

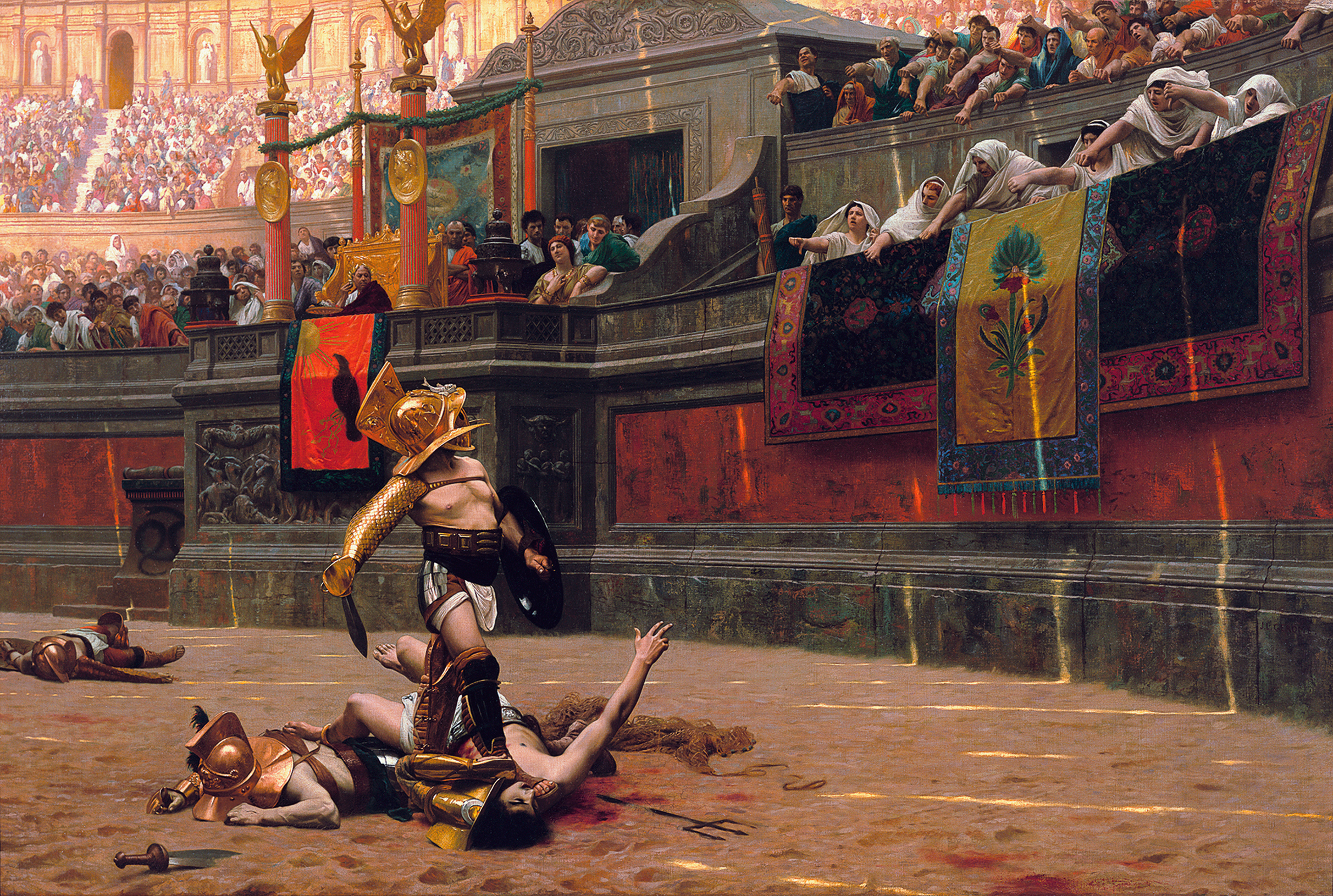
Pollice Verso de Jean-Léon Gérôme (1872). El títol d'aquesta pintura fa al·lusió al costum de girar el dit polze cap a baix quan el públic volia indicar que el vençut havia d'anar a l'inframon o regne dels morts

Un gladiador (en llatí: gladiator) era el terme emprat per referir-se als lluitadors dels jocs públics de l'antiga Roma. Aquests espectacles es van originar com a ofrenes privades en honor d'un difunt en el dia del seu funeral (munus), però van acabar sent espectacles massius que podien consistir a lluitar contra altres gladiadors, o contra un animal (venatio). La teoria més acceptada sobre l'origen d'aquest mot és que deriva de la paraula gladius, l'espasa que feien servir.

## Curses de carros
Aquests espectacles es van introduir a Roma a través dels etruscs, els quals els van importar dels grecs. Tanmateix, els romans també van estar influenciats directament pels grecs, sobretot després de la conquesta del territori grec el 146 dC
Segons una llegenda romana, Ròmul va celebrar una cursa de cavalls just després de fundar Roma, el 753 aC, com a estratègia per distreure els sabins. Així, mentre els sabins es delectaven amb l'espectacle, Ròmul i els seus homes van agafar i van raptar les seves dones. Aquest fet es coneix comunament com el Rapte de les sabines.
A l'antiga Roma, el lloc més important on se celebraven les curses de cavalls era el Circ Màxim, localitzat entre el turó Palatí i el turó Aventí, que podia albergar un públic de 250.000 persones. Aquest circ datava probablement de l'època etrusca, encara que al voltant de l'any 50 aC va ser reconstruït per Juli Cèsar tenint aproximadament una longitud de 600 m i una amplada de 225 m. Un dels extrems de la pista era més obert que l'altre, en aquest extrem és on els carros feien cua per començar la cursa. Els romans utilitzaven una sèrie de portes conegudes com a carceres, equivalents a les hysplex gregues. Igual que les hysplex, anaven esglaonades. Les carceres estaven aixecades a l'extrem angulós de la pista i els carros es posaven darrere de les portes, les quals s'obrien per un ressort. Quan els carros estaven preparats, l'emperador (o qualsevol que fos l'amfitrió, en cas de no celebrar-se a Roma) tirava un drap conegut amb el nom de mappa per indicar d'aquesta manera el començament de la competició. Les portes s'obririen ràpidament de manera que, en començar al mateix temps, la cursa fos més justa.

## Situació de la dona

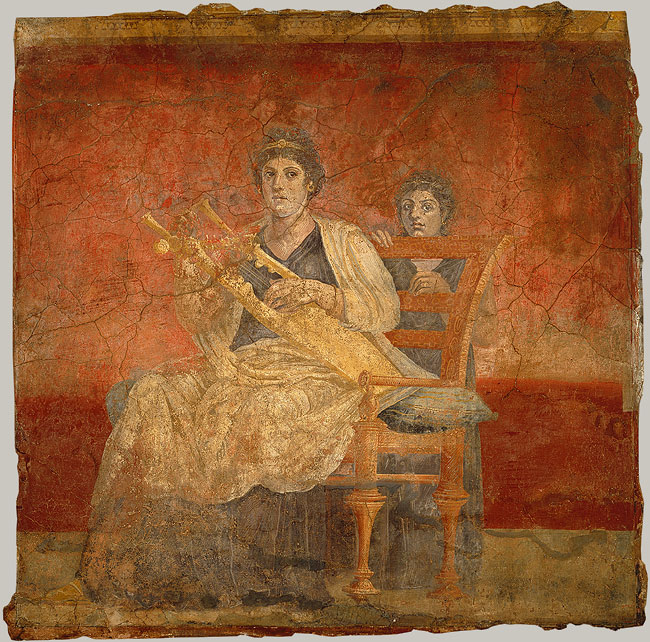
Dona romana tocant una cítara. Fresc del trobat a la Vila Boscoreale.

En les famílies riques, la dona havia de portar una vida d'obediència. El treball li era aliè, excepte el filar i teixir. Com a mestressa de casa havia de supervisar les tasques domèstiques, acomplertes pels esclaus. Per als romans, el crim més gran que podia cometre una dona era l'adulteri, considerat no només un crim de caràcter moral, sinó una traïció per als déus tutelars.
A diferència de l'home, la dona estava exempta del reclutament a l'exèrcit i de combatre en les campanyes militars.

## Homosexualitat a l'antiga Roma

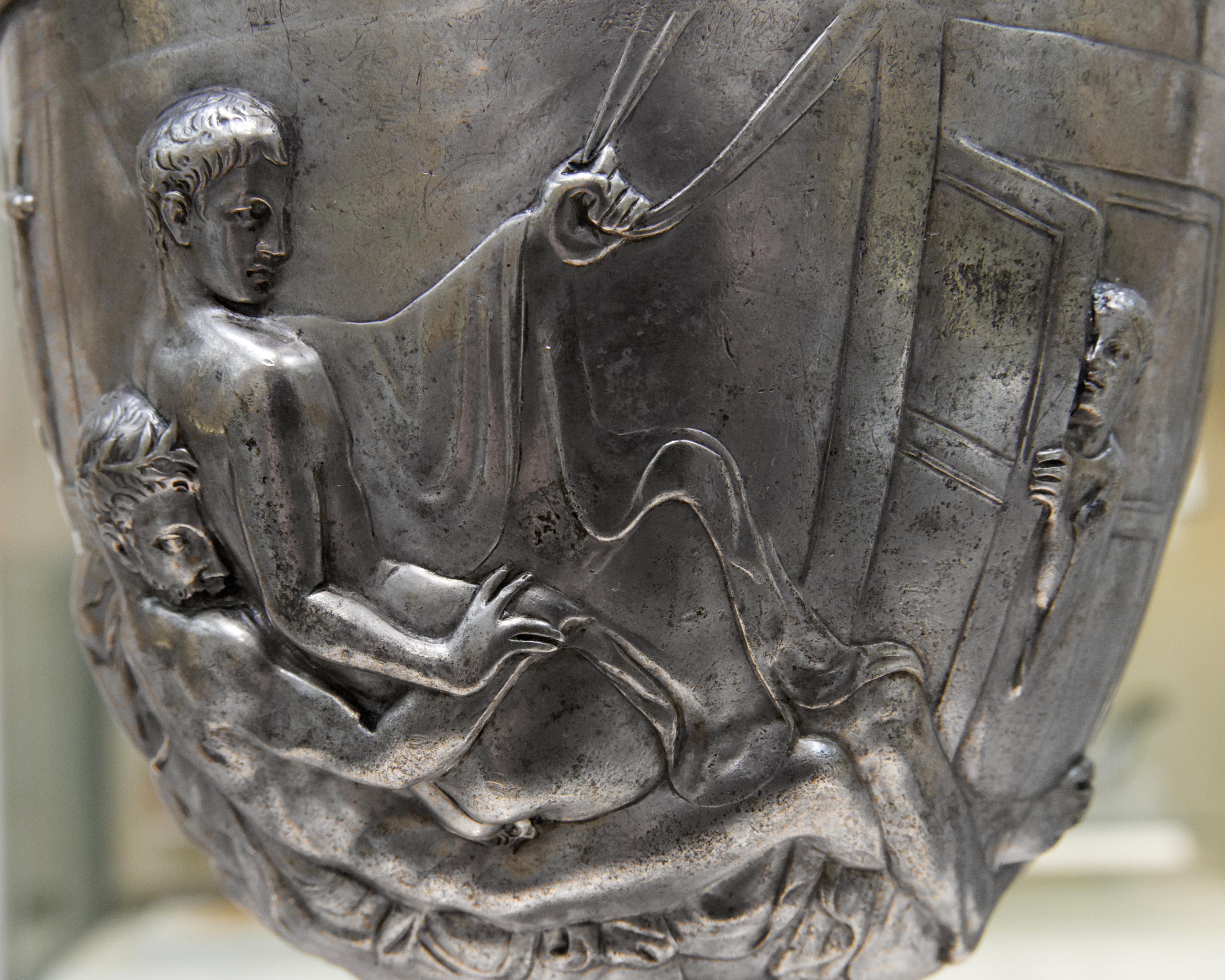
Detall de la copa Warren d'un jove sent penetrat per un home.

Les fonts històriques disponibles sobre la pràctica de l'homosexualitat a l'antiga Roma, les seves actituds i l'acceptació del fet són abundants. Hi ha obres literàries, poemes, grafits i comentaris sobre les predileccions de tota mena de personatges fins i tot d'emperadors solters i casats. No obstant això, les representacions gràfiques són més escasses que a la Grècia clàssica.
Les actituds cap a l'homosexualitat van anar canviant amb el temps, segons el context històric, oscil·lant des de la forta condemna fins a una considerablement àmplia acceptació. De fet, va ser considerada un costum cultural a certes províncies.
Tractant aquests comportaments, és fonamental recalcar que el terme homosexualitat és problemàtic i imprecís aplicat al món antic, ni tan sols hi havia una paraula traduïble com a tal en llatí ni en grec antic, amb el mateix significat que el modern concepte d'homosexualitat. La bisexualitat sembla que era la norma, però ja autors antics reconeixen que a l'antiga Roma hi havia homes que mantenien relacions sexuals exclusivament amb homes.

## Cultura romana
Aquesta va ser el resultat d'un important intercanvi entre civilitzacions diferents: la cultura grega i les cultures desenvolupades a Orient (Mesopotàmia i Egipte, sobretot) van contribuir a formar la cultura i l'art dels romans. Un dels vehicles que més va contribuir a la universalització de la cultura romana, que aviat va ser la de tot l'imperi, va ser l'ús del llatí com a llengua comuna de tots els pobles sotmesos a Roma. En els dos segles que van seguir la guerra d'August, l'imperi va aconseguir la seva major extensió i va realitzar una intensa tasca civilitzadora. La cultura romana ja no va quedar limitada a Roma i Itàlia, sinó que es va estendre fins a les més llunyanes províncies frontereres.
Es van destacar en la tecnologia, en els edictes dels pretors, en les disposicions del senat, de l'assemblea popular i dels emperadors i les opinions dels jurisconsults romans. Els principis fonamentals s'han incorporat a la legislació de tots els pobles civilitzats per Roma.

## Llengua
El llatí és una llengua indoeuropea de la branca itàlica, parlada antigament pels romans. A partir de l'evolució de la seva versió vulgar en sorgiren les llengües romàniques que sobreviuen avui dia.
Tot i que el llatí clàssic va desaparèixer com a llengua habitual de comunicació després de la caiguda de l'Imperi Romà d'Occident, el llatí vulgar que es parlava als diversos territoris de l'imperi va evolucionar cap a les llengües romàniques actuals. D'altra banda, el llatí clàssic es va mantenir com a llengua de cultura a Europa durant molts segles. La majoria de llengües europees, sobretot les romàniques i l'anglès, han manllevat molt de vocabulari directament del llatí clàssic, sobretot per termes d'ús tècnic. El llatí també s'utilitza en la classificació taxonòmica dels éssers vius.
El llatí també es va mantenir com a llengua de culte de l'Església Catòlica fins al Concili Vaticà Segon. Avui dia, no hi ha parlants nadius del llatí, però, és l'idioma oficial de l'estat del Vaticà, i per això, no es pot considerar una llengua completament morta.

## Art romà

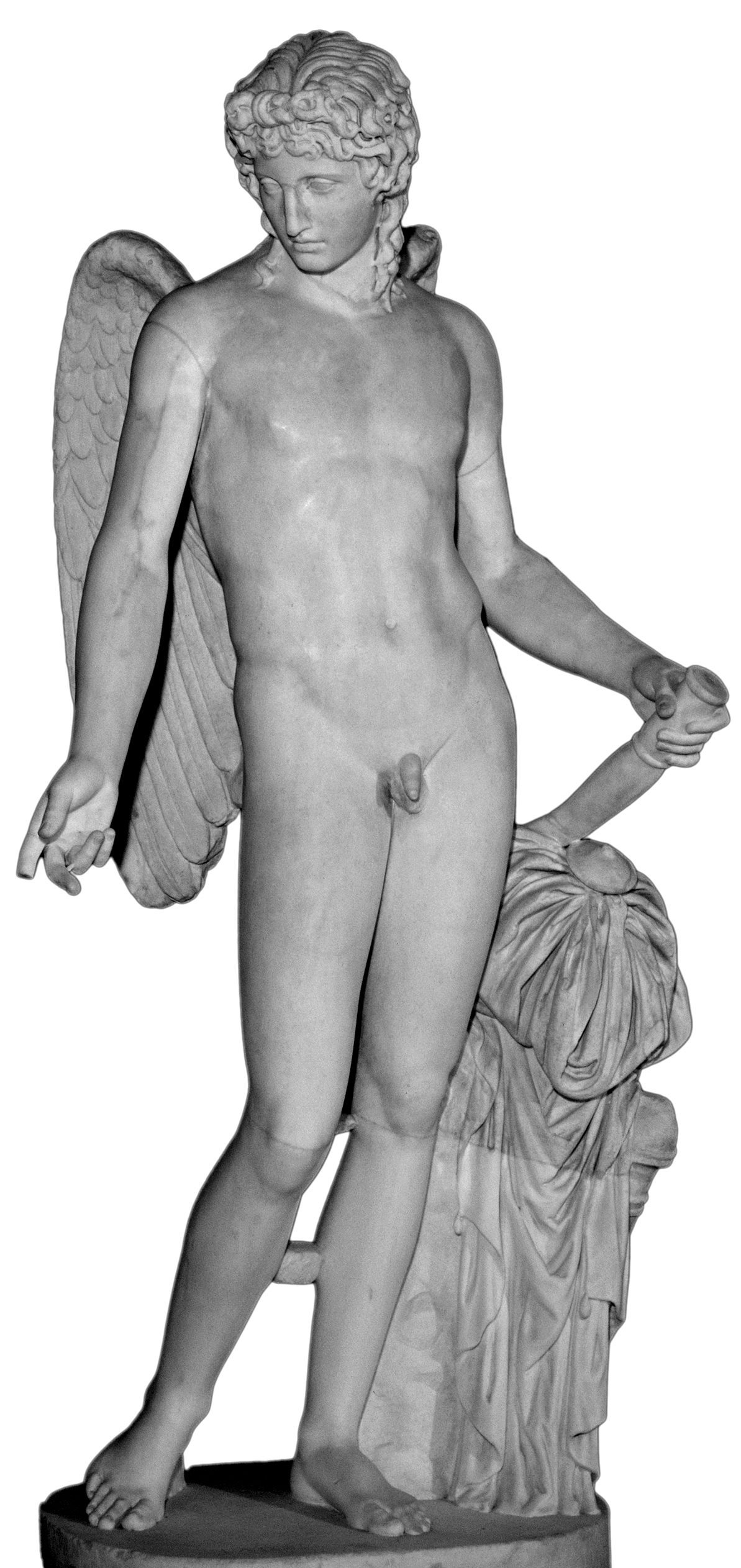
Eros de Centocelle, còpia romana d'un original grec tradicionalment atribuït a Praxíteles

Per art romà (sense adjectius ulteriors) s'entén l'art de l'antiga Roma, des de la fundació fins a la caiguda de l'Imperi Romà d'Occident, sigui a la ciutat de Roma o en la resta d'Itàlia i en les províncies orientals i occidentals. L'art de la part oriental de l'imperi, després de la caiguda d'Occident, si bé està en continuïtat amb l'Imperi Romà, s'anomena art romà d'Orient.
Les formes artístiques autòctones en la fase de l'origen de Roma i de la Primera República Romana són força elementals i poc refinades. Amb el contacte amb la civilització grega Roma tindrà progressivament n'apreciarà les formes mentre depreciarà socialment als artistes grecs davant dels conqueridors romans. Amb el pas dels segles l'art grec s'apreciarà més però no hi mancaran tendències autòctones anticlàssiques que seran un element de continuïtat amb l'art romànic posterior.

## Arquitectura romana
L'arquitectura romana és probablement el testimoni més significatiu de la civilització romana. Es caracteritza per la diversificació de les seves construccions i la grandiositat dels espais interiors. La seva solidesa ha permès que moltes d'elles perdurin fins als nostres dies. L'organització de l'Imperi Romà va normalitzar les tècniques constructives de manera que es poden veure construccions molt semblants a milers de quilòmetres enllaçades, sovint, per les vies romanes.